# 2021-es NBA-rájátszás
A 2021-es NBA Play-In és a 2021-es NBA-rájátszás 2021. május 22-én kezdődött és az NBA-döntővel ért véget július 20-án. A 2020–2021-es NBA-szezon rájátszása. A Los Angeles Lakers volt a címvédő, de kiestek az első fordulóban a Phoenix Suns ellen, míg az előző szezon másodikja, a Miami Heat szintén az első körben távozott a Milwaukee Bucks ellen. A bajnok a Milwaukee Bucks lett.
2010 óta ez az első év, mikor se LeBron James se Stephen Curry nem lesz ott a döntőben (James 2019 kivételével az összesben ott volt 2011 óta). 1995 óta az első döntő, amelyben nem fog szerepelni a Lakers, a Heat, a Golden State Warriors, a San Antonio Spurs vagy a Chicago Bulls. Ha a győztes a Phoenix Suns lesz, akkor olyan bajnokot avat az NBA, amely a csapat történetében még soha nem nyerte meg a döntőt. 1994 óta ez az első alkalom, hogy az első helyezett a két főcsoportból nem jutott el a főcsoportdöntőig.

## Áttekintés

### Bejutott
- A Portland Trail Blazers sorozatban nyolcadjára lesz ott a rájátszásban, ami jelenleg a leghosszabb sorozat az NBA-ben.
- A Boston Celtics sorozatban hetedjére lesz ott a rájátszásban.
- A Utah Jazz sorozatban ötödjére lesz ott a rájátszásban.
- A Milwaukee Bucks sorozatban ötödjére lesz ott a rájátszásban.
- A Philadelphia 76ers sorozatban negyedjére lesz ott a rájátszásban.
- A Brooklyn Nets sorozatban harmadjára lesz ott a rájátszásban.
- A Los Angeles Clippers sorozatban harmadjára lesz ott a rájátszásban.
- A Denver Nuggets sorozatban harmadjára lesz ott a rájátszásban.
- A Miami Heat sorozatban másodjára lesz ott a rájátszásban.
- A Los Angeles Lakers sorozatban másodjára lesz ott a rájátszásban.
- A Dallas Mavericks sorozatban másodjára lesz ott a rájátszásban.
- A Washington Wizards 2018 óta először lesz ott a rájátszásban.
- Az Atlanta Hawks 2017 óta először lesz ott a rájátszásban.
- A Memphis Grizzlies 2017 óta először lesz ott a rájátszásban.
- A New York Knicks 2013 óta először lesz ott a rájátszásban.
- A Phoenix Suns 2010 óta először lesz ott a rájátszásban.

### Nem jutott be
- A Houston Rockets kilenc év után először nem lesz ott a rájátszásban.
- A Toronto Raptors nyolc év után először nem lesz ott a rájátszásban.
- Az Oklahoma City Thunder hat év után először nem lesz ott a rájátszásban.
- Az Indiana Pacers hat év után először nem lesz ott a rájátszásban.
- Az Orlando Magic három év után először nem lesz ott a rájátszásban.
- A San Antonio Spurs sorozatban másodjára nem lesz ott a rájátszásban, a csapat történetében először.
- A Golden State Warriors nem lesz ott a rájátszásban, annak ellenére, hogy nyolcadik lett az alapszakaszban, de kikapott a Memphis Grizzlies csapatától a play-in szakaszban.

## Fontos események
- A Milwaukee Bucks 4–0 arányban győzte le a Miami Heat-et, amely sorozatban a 45. év, mikor egy csapat ezzel a különbséggel tudott megnyerni egy sorozatot a rájátszásban. Az utolsó alkalom, mikor ez nem történt meg, 1976-ban volt.
- A Mavericks-Clippers párharc volt a rájátszás első sorozata, amelyben rendeztek 7. mérkőzést, amellyel ez sorozatban a 22. év lett, mikor valamely párharcban 7 mérkőzést kellett játszani.
- Mindkét döntőben szereplő csapat (Los Angeles Lakers, Miami Heat) kiesett az első körben. 2007 óta ez volt az első alkalom, hogy ez megtörtént.
- Azt követően, hogy a Boston Celtics, a Dallas Mavericks, a Los Angeles Lakers és a Miami Heat is kiesett az első körben (illetve, hogy a Cleveland Cavaliers, a Detroit Pistons, a Golden State Warriors, a San Antonio Spurs és a Toronto Raptors be se jutott a rájátszásba), biztossá vált, hogy a győztes csapat a 21. században első bajnoki címét fogja megszerezni.
- 2014 óta ez lesz az első döntő, amelyben nem szerepel Andre Iguodala (korábban: Golden State Warriors és Miami Heat). 1998 óta az első, amelyben nem fog szerepelni a Golden State Warriors, a Los Angeles Lakers, a Miami Heat vagy a San Antonio Spurs. Ugyanígy 1998 óta az első, amelyben nem fog játszani LeBron James, Stephen Curry, Tim Duncan, Shaquille O’Neal vagy Kobe Bryant.
- Karrierjében először LeBron James kiesett az első körben.
- Damian Lillard beállította a rekordot a legtöbb szerzett hárompontosért (12) egy rájátszás mérkőzésen.
- LeBron James lett az egyetlen játékos az NBA történetében, aki a legjobb tíz helyen szerepel az öt fő kategóriában (pont, lepattanó, gólpassz, blokk, labdaszerzés).
- Chris Paul lett az első játékos az NBA történetében, aki 15 gólpasszt szerzett, egyetlen labdavesztés nélkül, három különböző alkalommal.
- Nikola Jokić lett a harmadik játékos (Wilt Chamberlain és Kareem Abdul-Jabbar után), aki 30 pontot, 20 lepattanót és 10 gólpasszt szerzett egy rájátszás mérkőzésen.
- Kevin Durant lett az első játékos az NBA történetében, aki 45 pontot, 15 lepattanót és 10 gólpasszt szerzett egy rájátszás mérkőzésen. Ezek mellett ő szerezte a legtöbb pontot egy hetedik mérkőzésen, mikor 48-at szerzett a Milwaukee Bucks ellen.
- A Los Angeles Clippers lett az első NBA-csapat a liga történetében, akik 0–2-es hátrányból megnyertek két sorozatot is egy rájátszásban. A csapat történetében először jutottak el a főcsoportdöntőbe.
- A Milwaukee Bucks először a csapat történetében nyert meg egy hetedik meccset egy sorozatban, idegenben.
- Sorozatban a második szezonban nem jutott el se az első, se a második helyezett az alapszakaszban nem jutott el a keleti főcsoportdöntőbe.
- Egyik első helyezett csapat se jutott el az. adott főcsoportdöntőig, 1994 óta először.
- Devin Booker lett a harmadik játékos (Charles Barkley és LeBron James után), akik egy főcsoportdöntőben 40 pontos tripladuplát szerzett. Ezek mellett Oscar Robertson és Luka Dončić után a harmadik lett, aki 25 éves kora előtt 40 pontos tripladuplát szerzett.
- Deandre Ayton lett az első játékos (a támadóidő bevezetése óta), aki 70% fölötti mezőnygól hatékonyságot átlagolt 12 mérkőzés alatt (legalább 100 próbálkozásból). Az első aki ezt elérte az 1954–1955-ös NBA-szezon óta.
- Jelenleg Jae Crowderé a leghosszabb NBA-döntő sorozat. Tavaly a Miami Heat csapatával jutott el idáig.
- Chris Paul lett a legidősebb játékos, aki egy sorozat utolsó mérkőzésén 40+ pontot szerzett. Ezek mellett a második legidősebb, aki legalább 40 pontot szerzett a rájátszásban egy mérkőzésen.
- Azzal, hogy Rajon Rondo (Clippers) kiesett a főcsoportdöntőben, véget ért az a 37 éves sorozat, amelyben Shaquille O’Neal-nek szerepelt csapattársa a döntőben.
- A Phoenix Suns az első csapat lett az NBA történetében, aki döntőbe jutott úgy, hogy nem jutott be a rájátszásba az előző 10 szezonban.
- Egyik döntős csapat se volt a döntőben több, mint két évtizedig (Suns, 1993; Bucks, 1974).
- Trae Young a második játékos lett az NBA történetében, aki egy rájátszásban legalább 28 pontot és 9 gólpasszt szerzett átlagosan (legalább 15 mérkőzés, a másik játékos LeBron James 2018-ban).
- Jánisz Antetokúnmpo az ötödik játékos lett az NBA történetében, aki legalább kilenc 30/10-es mérkőzést tud felmutatni egy rájátszásban.
- A Milwaukee Bucks lett az első csapat az NBA történetében, aki a nyugati és a keleti főcsoportdöntőt is megnyerte.

## Kvalifikáció
Az első csapat, aki bebiztosította helyét a rájátszásban a Utah Jazz volt április 25-én.

### Keleti főcsoport
| Helyezés | Csapat             | Teljesítmény | Biztos szereplés dátuma szakaszonként | Biztos szereplés dátuma szakaszonként | Biztos szereplés dátuma szakaszonként | Biztos szereplés dátuma szakaszonként | Biztos szereplés dátuma szakaszonként |
| Helyezés | Csapat             | Teljesítmény | Play-in                               | Rájátszás                             | Csoportgyőzelem                       | Legjobb teljesítmény a főcsoportban   | Legjobb teljesítmény a bajnokságban   |
| -------- | ------------------ | ------------ | ------------------------------------- | ------------------------------------- | ------------------------------------- | ------------------------------------- | ------------------------------------- |
| 1        | Philadelphia 76ers | 49–23        | —                                     | április 28.                           | május 14.                             | május 14.                             | —                                     |
| 2        | Brooklyn Nets      | 48–24        | —                                     | április 27.                           | —                                     | —                                     | —                                     |
| 3        | Milwaukee Bucks    | 46–26        | —                                     | május 4.                              | április 30.                           | —                                     | —                                     |
| 4        | New York Knicks    | 41–31        | —                                     | május 12.                             | —                                     | —                                     | —                                     |
| 5        | Atlanta Hawks      | 41–31        | —                                     | május 12.                             | május 15.                             | —                                     | —                                     |
| 6        | Miami Heat         | 40–32        | —                                     | május 11.                             | —                                     | —                                     | —                                     |
| 7        | Boston Celtics     | 36–36        | május 12.                             | május 18.                             | —                                     | —                                     | —                                     |
| 8        | Washington Wizards | 34–38        | május 14.                             | május 20.                             | —                                     | —                                     | —                                     |
| 9        | Indiana Pacers     | 34–38        | május 11.                             | —                                     | —                                     | —                                     | —                                     |
| 10       | Charlotte Hornets  | 33–39        | május 11.                             | —                                     | —                                     | —                                     | —                                     |

### Nyugati főcsoport
| Helyezés | Csapat                 | Teljesítmény | Biztos szereplés dátuma szakaszonként | Biztos szereplés dátuma szakaszonként | Biztos szereplés dátuma szakaszonként | Biztos szereplés dátuma szakaszonként | Biztos szereplés dátuma szakaszonként |
| Helyezés | Csapat                 | Teljesítmény | Play-in                               | Rájátszás                             | Csoportgyőzelem                       | Legjobb teljesítmény a főcsoportban   | Legjobb teljesítmény a bajnokságban   |
| -------- | ---------------------- | ------------ | ------------------------------------- | ------------------------------------- | ------------------------------------- | ------------------------------------- | ------------------------------------- |
| 1        | Utah Jazz              | 52–20        | —                                     | április 25.                           | május 7.                              | május 16.                             | május 16.                             |
| 2        | Phoenix Suns           | 51–21        | —                                     | április 28.                           | május 14.                             | —                                     | —                                     |
| 3        | Denver Nuggets         | 47–25        | —                                     | május 3.                              | —                                     | —                                     | —                                     |
| 4        | Los Angeles Clippers   | 47–25        | —                                     | május 3.                              | —                                     | —                                     | —                                     |
| 5        | Dallas Mavericks       | 42–30        | —                                     | május 14.                             | május 7.                              | —                                     | —                                     |
| 6        | Portland Trail Blazers | 42–30        | —                                     | május 16.                             | —                                     | —                                     | —                                     |
| 7        | Los Angeles Lakers     | 42–30        | május 16.                             | május 19.                             | —                                     | —                                     | —                                     |
| 8        | Golden State Warriors  | 39–33        | május 10.                             | —                                     | —                                     | —                                     | —                                     |
| 9        | Memphis Grizzlies      | 38–34        | május 10.                             | május 21.                             | —                                     | —                                     | —                                     |
| 10       | San Antonio Spurs      | 33–39        | május 13.                             | —                                     | —                                     | —                                     | —                                     |

## Play-In szakasz

### Keleti főcsoport
|  |         |                    |         |                |                    |                       |                       |                       |         |  |                |                    |                |
|  | Play-In | Play-In            | Play-In |                |                    | mérközések 8. helyért | mérközések 8. helyért | mérközések 8. helyért |         |  | Végső helyezés | Végső helyezés     | Végső helyezés |
|  | Play-In | Play-In            | Play-In |                |                    | mérközések 8. helyért | mérközések 8. helyért | mérközések 8. helyért |         |  | Végső helyezés | Végső helyezés     | Végső helyezés |
|  |         |                    |         |                |                    |                       |                       |                       |         |  |                |                    |                |
|  |         |                    |         |                |                    |                       |                       |                       |         |  |                |                    |                |
|  | 7       | Boston Celtics     | 118     |                |                    |                       | 7                     | Boston Celtics        | 7. hely |  |                |                    |                |
|  | 7       | Boston Celtics     | 118     |                |                    |                       | 7                     | Boston Celtics        | 7. hely |  |                |                    |                |
|  | 8       | Washington Wizards | 100     |                |                    |                       |                       |                       |         |  | 8              | Washington Wizards | 8. hely        |
|  | 8       | Washington Wizards | 100     |                |                    |                       |                       |                       |         |  | 8              | Washington Wizards | 8. hely        |
|  |         |                    |         | 8              | Washington Wizards | 142                   |                       |                       |         |  |                |                    |                |
|  |         |                    |         | 8              | Washington Wizards | 142                   |                       |                       |         |  |                |                    |                |
|  |         |                    | 9       | Indiana Pacers | 115                |                       |                       |                       |         |  |                |                    |                |
|  |         |                    |         | Indiana Pacers | 115                |                       |                       |                       |         |  |                |                    |                |
|  | 9       | Indiana Pacers     | 144     |                |                    |                       |                       |                       |         |  |                |                    |                |
|  | 9       | Indiana Pacers     | 144     |                |                    |                       |                       |                       |         |  |                |                    |                |
|  | 10      | Charlotte Hornets  | 117     |                |                    |                       |                       |                       |         |  |                |                    |                |
|  | 10      | Charlotte Hornets  | 117     |                |                    |                       |                       |                       |         |  |                |                    |                |
|  |         |                    |         |                |                    |                       |                       |                       |         |  |                |                    |                |

(7) Boston Celtics vs. (8) Washington Wizards
| 2021. május 18. 21:00 | Washington Wizards                       | 100–118   | Boston Celtics      | TD Garden, Boston, Massachusetts Nézőszám: 4,789 Játékvezetők: Scott Foster, Rodney Mott, James Williams |
| 2021. május 18. 21:00 | (21–27, 33–25, 26–38, 20–28) Jegyzőkönyv |           |                     | TD Garden, Boston, Massachusetts Nézőszám: 4,789 Játékvezetők: Scott Foster, Rodney Mott, James Williams |
| 2021. május 18. 21:00 | Bradley Beal 22                          | Pont      | Jayson Tatum 50     | TD Garden, Boston, Massachusetts Nézőszám: 4,789 Játékvezetők: Scott Foster, Rodney Mott, James Williams |
| 2021. május 18. 21:00 | Russell Westbrook 14                     | Lepattanó | Tristan Thompson 12 | TD Garden, Boston, Massachusetts Nézőszám: 4,789 Játékvezetők: Scott Foster, Rodney Mott, James Williams |
| 2021. május 18. 21:00 | Bradley Beal 6                           | Gólpassz  | Marcus Smart 6      | TD Garden, Boston, Massachusetts Nézőszám: 4,789 Játékvezetők: Scott Foster, Rodney Mott, James Williams |

(9) Indiana Pacers vs. (10) Charlotte Hornets
| 2021. május 18. 18:30 | Charlotte Hornets                        | 117–144   | Indiana Pacers      | Bankers Life Fieldhouse, Indianapolis, Indiana Játékvezetők: Eric Lewis, Curtis Blair, Tony Brothers |
| 2021. május 18. 18:30 | (24–40, 21–29, 33–39, 39–36) Jegyzőkönyv |           |                     | Bankers Life Fieldhouse, Indianapolis, Indiana Játékvezetők: Eric Lewis, Curtis Blair, Tony Brothers |
| 2021. május 18. 18:30 | Miles Bridges 23                         | Pont      | Oshae Brissett 23   | Bankers Life Fieldhouse, Indianapolis, Indiana Játékvezetők: Eric Lewis, Curtis Blair, Tony Brothers |
| 2021. május 18. 18:30 | Bridges, Rozier 8                        | Lepattanó | Domantas Sabonis 21 | Bankers Life Fieldhouse, Indianapolis, Indiana Játékvezetők: Eric Lewis, Curtis Blair, Tony Brothers |
| 2021. május 18. 18:30 | Terry Rozier 6                           | Gólpassz  | Domantas Sabonis 6  | Bankers Life Fieldhouse, Indianapolis, Indiana Játékvezetők: Eric Lewis, Curtis Blair, Tony Brothers |

(8) Washington Wizards vs. (9) Indiana Pacers
| 2021. május 20. 20:00 | Indiana Pacers                           | 115–142   | Washington Wizards   | Capital One Arena, Washington Játékvezetők: David Guthrie, Courtney Kirkland, Ben Taylor |
| 2021. május 20. 20:00 | (29–30, 23–36, 31–48, 32–28) Jegyzőkönyv |           |                      | Capital One Arena, Washington Játékvezetők: David Guthrie, Courtney Kirkland, Ben Taylor |
| 2021. május 20. 20:00 | Malcolm Brogdon 24                       | Pont      | Bradley Beal 25      | Capital One Arena, Washington Játékvezetők: David Guthrie, Courtney Kirkland, Ben Taylor |
| 2021. május 20. 20:00 | Domantas Sabonis 11                      | Lepattanó | Daniel Gafford 13    | Capital One Arena, Washington Játékvezetők: David Guthrie, Courtney Kirkland, Ben Taylor |
| 2021. május 20. 20:00 | Domantas Sabonis 10                      | Gólpassz  | Russell Westbrook 15 | Capital One Arena, Washington Játékvezetők: David Guthrie, Courtney Kirkland, Ben Taylor |

### Nyugati főcsoport
|  |         |                       |         |                   |                       |                       |                       |                       |         |  |                |                   |                |
|  | Play-In | Play-In               | Play-In |                   |                       | mérközések 8. helyért | mérközések 8. helyért | mérközések 8. helyért |         |  | Végső helyezés | Végső helyezés    | Végső helyezés |
|  | Play-In | Play-In               | Play-In |                   |                       | mérközések 8. helyért | mérközések 8. helyért | mérközések 8. helyért |         |  | Végső helyezés | Végső helyezés    | Végső helyezés |
|  |         |                       |         |                   |                       |                       |                       |                       |         |  |                |                   |                |
|  |         |                       |         |                   |                       |                       |                       |                       |         |  |                |                   |                |
|  | 7       | Los Angeles Lakers    | 103     |                   |                       |                       | 7                     | Los Angeles Lakers    | 7. hely |  |                |                   |                |
|  | 7       | Los Angeles Lakers    | 103     |                   |                       |                       | 7                     | Los Angeles Lakers    | 7. hely |  |                |                   |                |
|  | 8       | Golden State Warriors | 100     |                   |                       |                       |                       |                       |         |  | 8              | Memphis Grizzlies | 8. hely        |
|  | 8       | Golden State Warriors | 100     |                   |                       |                       |                       |                       |         |  | 8              | Memphis Grizzlies | 8. hely        |
|  |         |                       |         | 8                 | Golden State Warriors | 112                   |                       |                       |         |  |                |                   |                |
|  |         |                       |         | 8                 | Golden State Warriors | 112                   |                       |                       |         |  |                |                   |                |
|  |         |                       | 9       | Memphis Grizzlies | 117                   |                       |                       |                       |         |  |                |                   |                |
|  |         |                       |         | Memphis Grizzlies | 117                   |                       |                       |                       |         |  |                |                   |                |
|  | 9       | Memphis Grizzlies     | 100     |                   |                       |                       |                       |                       |         |  |                |                   |                |
|  | 9       | Memphis Grizzlies     | 100     |                   |                       |                       |                       |                       |         |  |                |                   |                |
|  | 10      | San Antonio Spurs     | 96      |                   |                       |                       |                       |                       |         |  |                |                   |                |
|  | 10      | San Antonio Spurs     | 96      |                   |                       |                       |                       |                       |         |  |                |                   |                |
|  |         |                       |         |                   |                       |                       |                       |                       |         |  |                |                   |                |

(7) Los Angeles Lakers vs. (8) Golden State Warriors
| 2021. május 19. 22:00 | Golden State Warriors                    | 100–103   | Los Angeles Lakers | Staples Center, Los Angeles, Kalifornia Nézőszám: 6,022 Játékvezetők: John Goble, Josh Tiven, Tre Maddox |
| 2021. május 19. 22:00 | (28–22, 27–20, 24–35, 21–26) Jegyzőkönyv |           |                    | Staples Center, Los Angeles, Kalifornia Nézőszám: 6,022 Játékvezetők: John Goble, Josh Tiven, Tre Maddox |
| 2021. május 19. 22:00 | Stephen Curry 37                         | Pont      | Anthony Davis 25   | Staples Center, Los Angeles, Kalifornia Nézőszám: 6,022 Játékvezetők: John Goble, Josh Tiven, Tre Maddox |
| 2021. május 19. 22:00 | Kevon Looney 13                          | Lepattanó | Anthony Davis 12   | Staples Center, Los Angeles, Kalifornia Nézőszám: 6,022 Játékvezetők: John Goble, Josh Tiven, Tre Maddox |
| 2021. május 19. 22:00 | Draymond Green 8                         | Gólpassz  | LeBron James 10    | Staples Center, Los Angeles, Kalifornia Nézőszám: 6,022 Játékvezetők: John Goble, Josh Tiven, Tre Maddox |

(9) Memphis Grizzlies vs. (10) San Antonio Spurs
| 2021. május 19. 19:30 | San Antonio Spurs                        | 96–100    | Memphis Grizzlies    | FedExForum, Memphis, Tennessee Nézőszám: 7,019 Játékvezetők: Marc Davis, Sean Wright, Mark Lindsay |
| 2021. május 19. 19:30 | (19–38, 30–18, 16–16, 31–28) Jegyzőkönyv |           |                      | FedExForum, Memphis, Tennessee Nézőszám: 7,019 Játékvezetők: Marc Davis, Sean Wright, Mark Lindsay |
| 2021. május 19. 19:30 | DeRozan, Gay 20                          | Pont      | Dillon Brooks 24     | FedExForum, Memphis, Tennessee Nézőszám: 7,019 Játékvezetők: Marc Davis, Sean Wright, Mark Lindsay |
| 2021. május 19. 19:30 | Dejounte Murray 13                       | Lepattanó | Jonas Valančiūnas 23 | FedExForum, Memphis, Tennessee Nézőszám: 7,019 Játékvezetők: Marc Davis, Sean Wright, Mark Lindsay |
| 2021. május 19. 19:30 | Dejounte Murray 11                       | Gólpassz  | Ja Morant 6          | FedExForum, Memphis, Tennessee Nézőszám: 7,019 Játékvezetők: Marc Davis, Sean Wright, Mark Lindsay |

(8) Golden State Warriors vs. (9) Memphis Grizzlies
| 2021. május 21. 21:00 | Memphis Grizzlies                                  | 117–112 (h. u.) | Golden State Warriors | Chase Center, San Francisco, Kalifornia Nézőszám: 7,505 Játékvezetők: Scott Foster, Eric Lewis, James Williams |
| 2021. május 21. 21:00 | (30–29, 32–20, 16–24, 21–26, h. 18–13) Jegyzőkönyv |                 |                       | Chase Center, San Francisco, Kalifornia Nézőszám: 7,505 Játékvezetők: Scott Foster, Eric Lewis, James Williams |
| 2021. május 21. 21:00 | Ja Morant 35                                       | Pont            | Stephen Curry 39      | Chase Center, San Francisco, Kalifornia Nézőszám: 7,505 Játékvezetők: Scott Foster, Eric Lewis, James Williams |
| 2021. május 21. 21:00 | Jonas Valančiūnas 12                               | Lepattanó       | Draymond Green 16     | Chase Center, San Francisco, Kalifornia Nézőszám: 7,505 Játékvezetők: Scott Foster, Eric Lewis, James Williams |
| 2021. május 21. 21:00 | Anderson, Morant 6                                 | Gólpassz        | Draymond Green 10     | Chase Center, San Francisco, Kalifornia Nézőszám: 7,505 Játékvezetők: Scott Foster, Eric Lewis, James Williams |

## Rájátszás ágrajz
Minden párosítás négy megnyert mérkőzésig tart.

|  | Első forduló (4 nyert mérkőzésig) | Első forduló (4 nyert mérkőzésig) | Első forduló (4 nyert mérkőzésig) |             |    | Főcsoport-elődöntők (4 nyert mérkőzésig) | Főcsoport-elődöntők (4 nyert mérkőzésig) | Főcsoport-elődöntők (4 nyert mérkőzésig) |  |  | Főcsoportdöntők (4 nyert mérkőzésig) | Főcsoportdöntők (4 nyert mérkőzésig) | Főcsoportdöntők (4 nyert mérkőzésig) |  |  | NBA-döntő (4 nyert mérkőzésig) | NBA-döntő (4 nyert mérkőzésig) | NBA-döntő (4 nyert mérkőzésig) |  |
|  |                                   |                                   |                                   |             |    |                                          |                                          |                                          |  |  |                                      |                                      |                                      |  |  |                                |                                |                                |  |
|  | E1                                | Philadelphia*                     | 4                                 |             |    |                                          |                                          |                                          |  |  |                                      |                                      |                                      |  |  |                                |                                |                                |  |
|  | E1                                | Philadelphia*                     | 4                                 |             |    |                                          |                                          |                                          |  |  |                                      |                                      |                                      |  |  |                                |                                |                                |  |
|  | E8                                | Washington                        | 1                                 |             |    |                                          |                                          |                                          |  |  |                                      |                                      |                                      |  |  |                                |                                |                                |  |
|  | E8                                | Washington                        | 1                                 |             | E1 | Philadelphia*                            | 3                                        |                                          |  |  |                                      |                                      |                                      |  |  |                                |                                |                                |  |
|  |                                   |                                   |                                   |             | E1 | Philadelphia*                            | 3                                        |                                          |  |  |                                      |                                      |                                      |  |  |                                |                                |                                |  |
|  |                                   |                                   | E5                                | Atlanta*    | 4  |                                          |                                          |                                          |  |  |                                      |                                      |                                      |  |  |                                |                                |                                |  |
|  | E4                                | New York                          | E5                                | Atlanta*    | 4  | 1                                        |                                          |                                          |  |  |                                      |                                      |                                      |  |  |                                |                                |                                |  |
|  | E4                                | New York                          |                                   |             |    |                                          |                                          |                                          |  |  |                                      |                                      |                                      |  |  |                                |                                |                                |  |
|  | E5                                | Atlanta*                          | 4                                 |             |    |                                          |                                          |                                          |  |  |                                      |                                      |                                      |  |  |                                |                                |                                |  |
|  | E5                                | Atlanta*                          | 4                                 |             | E5 | Atlanta*                                 | 2                                        |                                          |  |  |                                      |                                      |                                      |  |  |                                |                                |                                |  |
|  | Keleti főcsoport                  |                                   |                                   |             | E5 | Atlanta*                                 | 2                                        |                                          |  |  |                                      |                                      |                                      |  |  |                                |                                |                                |  |
|  |                                   |                                   | E3                                | Milwaukee*  | 4  |                                          |                                          |                                          |  |  |                                      |                                      |                                      |  |  |                                |                                |                                |  |
|  | E3                                | Milwaukee*                        | E3                                | Milwaukee*  | 4  | 4                                        |                                          |                                          |  |  |                                      |                                      |                                      |  |  |                                |                                |                                |  |
|  | E3                                | Milwaukee*                        |                                   |             |    |                                          |                                          |                                          |  |  |                                      |                                      |                                      |  |  |                                |                                |                                |  |
|  | E6                                | Miami                             | 0                                 |             |    |                                          |                                          |                                          |  |  |                                      |                                      |                                      |  |  |                                |                                |                                |  |
|  | E6                                | Miami                             | 0                                 |             | E3 | Milwaukee*                               | 4                                        |                                          |  |  |                                      |                                      |                                      |  |  |                                |                                |                                |  |
|  |                                   |                                   |                                   |             | E3 | Milwaukee*                               | 4                                        |                                          |  |  |                                      |                                      |                                      |  |  |                                |                                |                                |  |
|  |                                   |                                   | E2                                | Brooklyn    | 3  |                                          |                                          |                                          |  |  |                                      |                                      |                                      |  |  |                                |                                |                                |  |
|  | E2                                | Brooklyn                          | E2                                | Brooklyn    | 3  | 4                                        |                                          |                                          |  |  |                                      |                                      |                                      |  |  |                                |                                |                                |  |
|  | E2                                | Brooklyn                          |                                   |             |    |                                          |                                          |                                          |  |  |                                      |                                      |                                      |  |  |                                |                                |                                |  |
|  | E7                                | Boston                            | 1                                 |             |    |                                          |                                          |                                          |  |  |                                      |                                      |                                      |  |  |                                |                                |                                |  |
|  | E7                                | Boston                            | 1                                 |             | E3 | Milwaukee*                               | 4                                        |                                          |  |  |                                      |                                      |                                      |  |  |                                |                                |                                |  |
|  |                                   |                                   |                                   |             |    |                                          |                                          |                                          |  |  |                                      |                                      |                                      |  |  |                                |                                |                                |  |
|  |                                   |                                   | W2                                | Phoenix*    | 2  |                                          |                                          |                                          |  |  |                                      |                                      |                                      |  |  |                                |                                |                                |  |
|  | W1                                | Utah*                             | W2                                | Phoenix*    | 2  | 4                                        |                                          |                                          |  |  |                                      |                                      |                                      |  |  |                                |                                |                                |  |
|  | W1                                | Utah*                             |                                   |             |    |                                          |                                          |                                          |  |  |                                      |                                      |                                      |  |  |                                |                                |                                |  |
|  | W8                                | Memphis                           | 1                                 |             |    |                                          |                                          |                                          |  |  |                                      |                                      |                                      |  |  |                                |                                |                                |  |
|  | W8                                | Memphis                           | 1                                 |             | W1 | Utah*                                    | 2                                        |                                          |  |  |                                      |                                      |                                      |  |  |                                |                                |                                |  |
|  |                                   |                                   |                                   |             | W1 | Utah*                                    | 2                                        |                                          |  |  |                                      |                                      |                                      |  |  |                                |                                |                                |  |
|  |                                   |                                   | W4                                | LA Clippers | 4  |                                          |                                          |                                          |  |  |                                      |                                      |                                      |  |  |                                |                                |                                |  |
|  | W4                                | LA Clippers                       | W4                                | LA Clippers | 4  | 4                                        |                                          |                                          |  |  |                                      |                                      |                                      |  |  |                                |                                |                                |  |
|  | W4                                | LA Clippers                       |                                   |             |    |                                          |                                          |                                          |  |  |                                      |                                      |                                      |  |  |                                |                                |                                |  |
|  | W5                                | Dallas*                           | 3                                 |             |    |                                          |                                          |                                          |  |  |                                      |                                      |                                      |  |  |                                |                                |                                |  |
|  | W5                                | Dallas*                           | 3                                 |             | W4 | LA Clippers                              | 2                                        |                                          |  |  |                                      |                                      |                                      |  |  |                                |                                |                                |  |
|  | Nyugati főcsoport                 |                                   |                                   |             | W4 | LA Clippers                              | 2                                        |                                          |  |  |                                      |                                      |                                      |  |  |                                |                                |                                |  |
|  |                                   |                                   | W2                                | Phoenix*    | 4  |                                          |                                          |                                          |  |  |                                      |                                      |                                      |  |  |                                |                                |                                |  |
|  | W3                                | Denver                            | W2                                | Phoenix*    | 4  | 4                                        |                                          |                                          |  |  |                                      |                                      |                                      |  |  |                                |                                |                                |  |
|  | W3                                | Denver                            |                                   |             |    |                                          |                                          |                                          |  |  |                                      |                                      |                                      |  |  |                                |                                |                                |  |
|  | W6                                | Portland                          | 2                                 |             |    |                                          |                                          |                                          |  |  |                                      |                                      |                                      |  |  |                                |                                |                                |  |
|  | W6                                | Portland                          | 2                                 |             | W3 | Denver                                   | 0                                        |                                          |  |  |                                      |                                      |                                      |  |  |                                |                                |                                |  |
|  |                                   |                                   |                                   |             | W3 | Denver                                   | 0                                        |                                          |  |  |                                      |                                      |                                      |  |  |                                |                                |                                |  |
|  |                                   |                                   | W2                                | Phoenix*    | 4  |                                          |                                          |                                          |  |  |                                      |                                      |                                      |  |  |                                |                                |                                |  |
|  | W2                                | Phoenix*                          | W2                                | Phoenix*    | 4  | 4                                        |                                          |                                          |  |  |                                      |                                      |                                      |  |  |                                |                                |                                |  |
|  | W2                                | Phoenix*                          |                                   |             |    |                                          |                                          |                                          |  |  |                                      |                                      |                                      |  |  |                                |                                |                                |  |
|  | W7                                | LA Lakers                         | 2                                 |             |    |                                          |                                          |                                          |  |  |                                      |                                      |                                      |  |  |                                |                                |                                |  |

- E – Keleti főcsoport (East)
- W – Nyugati főcsoport (West)
- * – csoportgyőztes
- félkövér - sorozat győztese

## Első forduló
Minden dátum EDT (UTC–04:00) időzóna alapján van feltüntetve.

### Keleti főcsoport

#### (1) Philadelphia 76ers vs. (8) Washington Wizards
Mérkőzés 1
| 2021. május 23. 13:00           | Washington Wizards                       | 118–125   | Philadelphia 76ers | Wells Fargo Center, Philadelphia, Pennsylvania Nézőszám: 11,160 Játékvezetők: Eric Lewis, Pat Fraher, Kevin Cutler |
| 2021. május 23. 13:00           | (28–27, 34–34, 31–38, 25–26) Jegyzőkönyv |           |                    | Wells Fargo Center, Philadelphia, Pennsylvania Nézőszám: 11,160 Játékvezetők: Eric Lewis, Pat Fraher, Kevin Cutler |
| 2021. május 23. 13:00           | Bradley Beal 33                          | Pont      | Tobias Harris 35   | Wells Fargo Center, Philadelphia, Pennsylvania Nézőszám: 11,160 Játékvezetők: Eric Lewis, Pat Fraher, Kevin Cutler |
| 2021. május 23. 13:00           | Bradley Beal 10                          | Lepattanó | Ben Simmons 15     | Wells Fargo Center, Philadelphia, Pennsylvania Nézőszám: 11,160 Játékvezetők: Eric Lewis, Pat Fraher, Kevin Cutler |
| 2021. május 23. 13:00           | Russell Westbrook 15                     | Gólpassz  | Ben Simmons 15     | Wells Fargo Center, Philadelphia, Pennsylvania Nézőszám: 11,160 Játékvezetők: Eric Lewis, Pat Fraher, Kevin Cutler |
| A Philadelphia 76ers vezet, 1–0 |                                          |           |                    | Wells Fargo Center, Philadelphia, Pennsylvania Nézőszám: 11,160 Játékvezetők: Eric Lewis, Pat Fraher, Kevin Cutler |

Mérkőzés 2
| 2021. május 26. 19:00           | Washington Wizards                       | 95–120    | Philadelphia 76ers | Wells Fargo Center, Philadelphia, Pennsylvania Nézőszám: 11,160 Játékvezetők: Marc Davis, Kevin Scott, Jacyn Goble |
| 2021. május 26. 19:00           | (24–35, 33–36, 23–23, 15–26) Jegyzőkönyv |           |                    | Wells Fargo Center, Philadelphia, Pennsylvania Nézőszám: 11,160 Játékvezetők: Marc Davis, Kevin Scott, Jacyn Goble |
| 2021. május 26. 19:00           | Bradley Beal 33                          | Pont      | Simmons, Embiid 22 | Wells Fargo Center, Philadelphia, Pennsylvania Nézőszám: 11,160 Játékvezetők: Marc Davis, Kevin Scott, Jacyn Goble |
| 2021. május 26. 19:00           | Hacsimura Rui 7                          | Lepattanó | Dwight Howard 11   | Wells Fargo Center, Philadelphia, Pennsylvania Nézőszám: 11,160 Játékvezetők: Marc Davis, Kevin Scott, Jacyn Goble |
| 2021. május 26. 19:00           | Russell Westbrook 11                     | Gólpassz  | Ben Simmons 8      | Wells Fargo Center, Philadelphia, Pennsylvania Nézőszám: 11,160 Játékvezetők: Marc Davis, Kevin Scott, Jacyn Goble |
| A Philadelphia 76ers vezet, 2–0 |                                          |           |                    | Wells Fargo Center, Philadelphia, Pennsylvania Nézőszám: 11,160 Játékvezetők: Marc Davis, Kevin Scott, Jacyn Goble |

Mérkőzés 3
| 2021. május 29. 19:00           | Philadelphia 76ers                       | 132–103   | Washington Wizards   | Capital One Arena, Washington Nézőszám: 10,665 Játékvezetők: James Capers, Ben Taylor, Michael Smith |
| 2021. május 29. 19:00           | (36–28, 36–30, 37–28, 23–17) Jegyzőkönyv |           |                      | Capital One Arena, Washington Nézőszám: 10,665 Játékvezetők: James Capers, Ben Taylor, Michael Smith |
| 2021. május 29. 19:00           | Joel Embiid 36                           | Pont      | Russell Westbrook 26 | Capital One Arena, Washington Nézőszám: 10,665 Játékvezetők: James Capers, Ben Taylor, Michael Smith |
| 2021. május 29. 19:00           | Tobias Harris 13                         | Lepattanó | Russell Westbrook 12 | Capital One Arena, Washington Nézőszám: 10,665 Játékvezetők: James Capers, Ben Taylor, Michael Smith |
| 2021. május 29. 19:00           | Ben Simmons 9                            | Gólpassz  | Russell Westbrook 10 | Capital One Arena, Washington Nézőszám: 10,665 Játékvezetők: James Capers, Ben Taylor, Michael Smith |
| A Philadelphia 76ers vezet, 3–0 |                                          |           |                      | Capital One Arena, Washington Nézőszám: 10,665 Játékvezetők: James Capers, Ben Taylor, Michael Smith |

Mérkőzés 4
| 2021. május 30. 19:00           | Philadelphia 76ers                       | 114–122   | Washington Wizards   | Capital One Arena, Washington Nézőszám: 10,665 Játékvezetők: Kane Fitzgerald, Courtney Kirkland, Sean Corbin |
| 2021. május 30. 19:00           | (31–28, 30–32, 19–32, 34–30) Jegyzőkönyv |           |                      | Capital One Arena, Washington Nézőszám: 10,665 Játékvezetők: Kane Fitzgerald, Courtney Kirkland, Sean Corbin |
| 2021. május 30. 19:00           | Tobias Harris 21                         | Pont      | Bradley Beal 27      | Capital One Arena, Washington Nézőszám: 10,665 Játékvezetők: Kane Fitzgerald, Courtney Kirkland, Sean Corbin |
| 2021. május 30. 19:00           | Tobias Harris 13                         | Lepattanó | Russell Westbrook 21 | Capital One Arena, Washington Nézőszám: 10,665 Játékvezetők: Kane Fitzgerald, Courtney Kirkland, Sean Corbin |
| 2021. május 30. 19:00           | Tobias Harris 5                          | Gólpassz  | Russell Westbrook 14 | Capital One Arena, Washington Nézőszám: 10,665 Játékvezetők: Kane Fitzgerald, Courtney Kirkland, Sean Corbin |
| A Philadelphia 76ers vezet, 3–1 |                                          |           |                      | Capital One Arena, Washington Nézőszám: 10,665 Játékvezetők: Kane Fitzgerald, Courtney Kirkland, Sean Corbin |

Mérkőzés 5
| 2021. június 2. 19:00            | Washington Wizards                       | 112–129   | Philadelphia 76ers | Wells Fargo Center, Philadelphia, Pennsylvania Nézőszám: 15,523 Játékvezetők: Josh Tiven, Ed Malloy, Tre Maddox |
| 2021. június 2. 19:00            | (29–29, 34–36, 31–38, 18–26) Jegyzőkönyv |           |                    | Wells Fargo Center, Philadelphia, Pennsylvania Nézőszám: 15,523 Játékvezetők: Josh Tiven, Ed Malloy, Tre Maddox |
| 2021. június 2. 19:00            | Bradley Beal 32                          | Pont      | Seth Curry 30      | Wells Fargo Center, Philadelphia, Pennsylvania Nézőszám: 15,523 Játékvezetők: Josh Tiven, Ed Malloy, Tre Maddox |
| 2021. június 2. 19:00            | Russell Westbrook 8                      | Lepattanó | Ben Simmons 10     | Wells Fargo Center, Philadelphia, Pennsylvania Nézőszám: 15,523 Játékvezetők: Josh Tiven, Ed Malloy, Tre Maddox |
| 2021. június 2. 19:00            | Russell Westbrook 10                     | Gólpassz  | Ben Simmons 11     | Wells Fargo Center, Philadelphia, Pennsylvania Nézőszám: 15,523 Játékvezetők: Josh Tiven, Ed Malloy, Tre Maddox |
| Philadelphia 76ers győzelem, 4–1 |                                          |           |                    | Wells Fargo Center, Philadelphia, Pennsylvania Nézőszám: 15,523 Játékvezetők: Josh Tiven, Ed Malloy, Tre Maddox |

#### (2) Brooklyn Nets vs. (7) Boston Celtics
Mérkőzés 1
| 2021. május 22. 20:00      | Boston Celtics                           | 93–104    | Brooklyn Nets   | Barclays Center, Brooklyn, New York Nézőszám: 14,391 Játékvezetők: Josh Tiven, Courtney Kirkland, Scott Wall |
| 2021. május 22. 20:00      | (21–16, 32–31, 20–31, 20–26) Jegyzőkönyv |           |                 | Barclays Center, Brooklyn, New York Nézőszám: 14,391 Játékvezetők: Josh Tiven, Courtney Kirkland, Scott Wall |
| 2021. május 22. 20:00      | Jayson Tatum 22                          | Pont      | Kevin Durant 32 | Barclays Center, Brooklyn, New York Nézőszám: 14,391 Játékvezetők: Josh Tiven, Courtney Kirkland, Scott Wall |
| 2021. május 22. 20:00      | Tristan Thompson 10                      | Lepattanó | Kevin Durant 12 | Barclays Center, Brooklyn, New York Nézőszám: 14,391 Játékvezetők: Josh Tiven, Courtney Kirkland, Scott Wall |
| 2021. május 22. 20:00      | Marcus Smart, Jason Tatum 5              | Gólpassz  | James Harden 8  | Barclays Center, Brooklyn, New York Nézőszám: 14,391 Játékvezetők: Josh Tiven, Courtney Kirkland, Scott Wall |
| A Brooklyn Nets vezet, 1–0 |                                          |           |                 | Barclays Center, Brooklyn, New York Nézőszám: 14,391 Játékvezetők: Josh Tiven, Courtney Kirkland, Scott Wall |

Mérkőzés 2
| 2021. május 25. 19:30      | Boston Celtics                           | 108–130   | Brooklyn Nets   | Barclays Center, Brooklyn, New York Nézőszám: 14,774 Játékvezetők: James Capers, Ken Mauer, Sean Corbin |
| 2021. május 25. 19:30      | (26–40, 21–31, 35–38, 26—21) Jegyzőkönyv |           |                 | Barclays Center, Brooklyn, New York Nézőszám: 14,774 Játékvezetők: James Capers, Ken Mauer, Sean Corbin |
| 2021. május 25. 19:30      | Marcus Smart 19                          | Pont      | Kevin Durant 26 | Barclays Center, Brooklyn, New York Nézőszám: 14,774 Játékvezetők: James Capers, Ken Mauer, Sean Corbin |
| 2021. május 25. 19:30      | Tristan Thompson 11                      | Lepattanó | Brown, Durant 8 | Barclays Center, Brooklyn, New York Nézőszám: 14,774 Játékvezetők: James Capers, Ken Mauer, Sean Corbin |
| 2021. május 25. 19:30      | Kemba Walker 7                           | Gólpassz  | James Harden 7  | Barclays Center, Brooklyn, New York Nézőszám: 14,774 Játékvezetők: James Capers, Ken Mauer, Sean Corbin |
| A Brooklyn Nets vezet, 2–0 |                                          |           |                 | Barclays Center, Brooklyn, New York Nézőszám: 14,774 Játékvezetők: James Capers, Ken Mauer, Sean Corbin |

Mérkőzés 3
| 2021. május 28. 20:30      | Brooklyn Nets                            | 119–125   | Boston Celtics      | TD Garden, Boston, Massachusetts Nézőszám: 4,789 Játékvezetők: Eric Lewis, Curtis Blair, Brent Barnaky |
| 2021. május 28. 20:30      | (32–33, 25–28, 27–35, 35–29) Jegyzőkönyv |           |                     | TD Garden, Boston, Massachusetts Nézőszám: 4,789 Játékvezetők: Eric Lewis, Curtis Blair, Brent Barnaky |
| 2021. május 28. 20:30      | James Harden 41                          | Pont      | Jayson Tatum 50     | TD Garden, Boston, Massachusetts Nézőszám: 4,789 Játékvezetők: Eric Lewis, Curtis Blair, Brent Barnaky |
| 2021. május 28. 20:30      | Kevin Durant 9                           | Lepattanó | Tristan Thompson 13 | TD Garden, Boston, Massachusetts Nézőszám: 4,789 Játékvezetők: Eric Lewis, Curtis Blair, Brent Barnaky |
| 2021. május 28. 20:30      | James Harden 10                          | Gólpassz  | Jayson Tatum 7      | TD Garden, Boston, Massachusetts Nézőszám: 4,789 Játékvezetők: Eric Lewis, Curtis Blair, Brent Barnaky |
| A Brooklyn Nets vezet, 2–1 |                                          |           |                     | TD Garden, Boston, Massachusetts Nézőszám: 4,789 Játékvezetők: Eric Lewis, Curtis Blair, Brent Barnaky |

Mérkőzés 4
| 2021. május 30. 19:00      | Brooklyn Nets                            | 141–126   | Boston Celtics  | TD Garden, Boston, Massachusetts Nézőszám: 17,226 Játékvezetők: John Goble, Rodney Mott, Kevin Cutler |
| 2021. május 30. 19:00      | (33–34, 40–26, 39–31, 29–35) Jegyzőkönyv |           |                 | TD Garden, Boston, Massachusetts Nézőszám: 17,226 Játékvezetők: John Goble, Rodney Mott, Kevin Cutler |
| 2021. május 30. 19:00      | Kevin Durant 42                          | Pont      | Jayson Tatum 40 | TD Garden, Boston, Massachusetts Nézőszám: 17,226 Játékvezetők: John Goble, Rodney Mott, Kevin Cutler |
| 2021. május 30. 19:00      | Kyrie Irving 11                          | Lepattanó | Jayson Tatum 7  | TD Garden, Boston, Massachusetts Nézőszám: 17,226 Játékvezetők: John Goble, Rodney Mott, Kevin Cutler |
| 2021. május 30. 19:00      | James Harden 18                          | Gólpassz  | Marcus Smart 9  | TD Garden, Boston, Massachusetts Nézőszám: 17,226 Játékvezetők: John Goble, Rodney Mott, Kevin Cutler |
| A Brooklyn Nets vezet, 3–1 |                                          |           |                 | TD Garden, Boston, Massachusetts Nézőszám: 17,226 Játékvezetők: John Goble, Rodney Mott, Kevin Cutler |

Mérkőzés 5
| 2021. június 1. 19:30       | Boston Celtics                           | 109–123   | Brooklyn Nets   | Barclays Center, Brooklyn, New York Nézőszám: 14,993 Játékvezetők: Zach Zarba, Ben Taylor, Michael Smith |
| 2021. június 1. 19:30       | (24–31, 27–28, 28–27, 30–37) Jegyzőkönyv |           |                 | Barclays Center, Brooklyn, New York Nézőszám: 14,993 Játékvezetők: Zach Zarba, Ben Taylor, Michael Smith |
| 2021. június 1. 19:30       | Jayson Tatum 32                          | Pont      | James Harden 34 | Barclays Center, Brooklyn, New York Nézőszám: 14,993 Játékvezetők: Zach Zarba, Ben Taylor, Michael Smith |
| 2021. június 1. 19:30       | Tatum, Thompson 9                        | Lepattanó | James Harden 10 | Barclays Center, Brooklyn, New York Nézőszám: 14,993 Játékvezetők: Zach Zarba, Ben Taylor, Michael Smith |
| 2021. június 1. 19:30       | Jayson Tatum 5                           | Gólpassz  | James Harden 10 | Barclays Center, Brooklyn, New York Nézőszám: 14,993 Játékvezetők: Zach Zarba, Ben Taylor, Michael Smith |
| Brooklyn Nets győzelem, 4–1 |                                          |           |                 | Barclays Center, Brooklyn, New York Nézőszám: 14,993 Játékvezetők: Zach Zarba, Ben Taylor, Michael Smith |

#### (3) Milwaukee Bucks vs. (6) Miami Heat
Mérkőzés 1
| 2021. május 22. 14:00        | Miami Heat                                        | 107–109 (h. u.) | Milwaukee Bucks        | Fiserv Forum, Milwaukee, Wisconsin Nézőszám: 9,107 Játékvezetők: David Guthrie, Sean Wright, Tyler Ford |
| 2021. május 22. 14:00        | (24–22, 26–31, 28–27, 21–19, h. 8–10) Jegyzőkönyv |                 |                        | Fiserv Forum, Milwaukee, Wisconsin Nézőszám: 9,107 Játékvezetők: David Guthrie, Sean Wright, Tyler Ford |
| 2021. május 22. 14:00        | Goran Dragić 25                                   | Pont            | Khris Middleton 27     | Fiserv Forum, Milwaukee, Wisconsin Nézőszám: 9,107 Játékvezetők: David Guthrie, Sean Wright, Tyler Ford |
| 2021. május 22. 14:00        | Adebayo, Ariza 12                                 | Lepattanó       | Jánisz Antetokúnmpo 15 | Fiserv Forum, Milwaukee, Wisconsin Nézőszám: 9,107 Játékvezetők: David Guthrie, Sean Wright, Tyler Ford |
| 2021. május 22. 14:00        | Jimmy Butler 8                                    | Gólpassz        | Khris Middleton 6      | Fiserv Forum, Milwaukee, Wisconsin Nézőszám: 9,107 Játékvezetők: David Guthrie, Sean Wright, Tyler Ford |
| A Milwaukee Bucks vezet, 1–0 |                                                   |                 |                        | Fiserv Forum, Milwaukee, Wisconsin Nézőszám: 9,107 Játékvezetők: David Guthrie, Sean Wright, Tyler Ford |

Mérkőzés 2
| 2021. május 24. 19:30        | Miami Heat                               | 98–132    | Milwaukee Bucks        | Fiserv Forum, Milwaukee, Wisconsin Nézőszám: 9,107 Játékvezetők: Marc Davis, Josh Tiven, Mark Lindsay |
| 2021. május 24. 19:30        | (20–46, 31–32, 27–29, 20–25) Jegyzőkönyv |           |                        | Fiserv Forum, Milwaukee, Wisconsin Nézőszám: 9,107 Játékvezetők: Marc Davis, Josh Tiven, Mark Lindsay |
| 2021. május 24. 19:30        | Dewayne Dedmon 19                        | Pont      | Jánisz Antetokúnmpo 31 | Fiserv Forum, Milwaukee, Wisconsin Nézőszám: 9,107 Játékvezetők: Marc Davis, Josh Tiven, Mark Lindsay |
| 2021. május 24. 19:30        | Dewayne Dedmon 9                         | Lepattanó | Jánisz Antetokúnmpo 13 | Fiserv Forum, Milwaukee, Wisconsin Nézőszám: 9,107 Játékvezetők: Marc Davis, Josh Tiven, Mark Lindsay |
| 2021. május 24. 19:30        | Adebayo, Butler, Dragic 4                | Gólpassz  | Jrue Holiday 15        | Fiserv Forum, Milwaukee, Wisconsin Nézőszám: 9,107 Játékvezetők: Marc Davis, Josh Tiven, Mark Lindsay |
| A Milwaukee Bucks vezet, 2–0 |                                          |           |                        | Fiserv Forum, Milwaukee, Wisconsin Nézőszám: 9,107 Játékvezetők: Marc Davis, Josh Tiven, Mark Lindsay |

Mérkőzés 3
| 2021. május 27. 18:30        | Milwaukee Bucks                          | 113–84    | Miami Heat        | American Airlines Arena, Miami, Florida Nézőszám: 17,000 Játékvezetők: James Capers, Ken Mauer, Ed Malloy |
| 2021. május 27. 18:30        | (26–14, 23–22, 37–24, 27–24) Jegyzőkönyv |           |                   | American Airlines Arena, Miami, Florida Nézőszám: 17,000 Játékvezetők: James Capers, Ken Mauer, Ed Malloy |
| 2021. május 27. 18:30        | Khris Middleton 22                       | Pont      | Jimmy Butler 19   | American Airlines Arena, Miami, Florida Nézőszám: 17,000 Játékvezetők: James Capers, Ken Mauer, Ed Malloy |
| 2021. május 27. 18:30        | Jánisz Antetokúnmpo 17                   | Lepattanó | Adebayo, Butler 8 | American Airlines Arena, Miami, Florida Nézőszám: 17,000 Játékvezetők: James Capers, Ken Mauer, Ed Malloy |
| 2021. május 27. 18:30        | Jrue Holiday 12                          | Gólpassz  | Jimmy Butler 6    | American Airlines Arena, Miami, Florida Nézőszám: 17,000 Játékvezetők: James Capers, Ken Mauer, Ed Malloy |
| A Milwaukee Bucks vezet, 3–0 |                                          |           |                   | American Airlines Arena, Miami, Florida Nézőszám: 17,000 Játékvezetők: James Capers, Ken Mauer, Ed Malloy |

Mérkőzés 4
| 2021. május 27. 12:30         | Milwaukee Bucks                          | 120–103   | Miami Heat      | American Airlines Arena, Miami, Florida Nézőszám: 17,000 Játékvezetők: Zach Zarba, James Williams, Karl Lane |
| 2021. május 27. 12:30         | (22–26, 35–38, 34–21, 29–18) Jegyzőkönyv |           |                 | American Airlines Arena, Miami, Florida Nézőszám: 17,000 Játékvezetők: Zach Zarba, James Williams, Karl Lane |
| 2021. május 27. 12:30         | Brook Lopez 25                           | Pont      | Bam Adebayo 20  | American Airlines Arena, Miami, Florida Nézőszám: 17,000 Játékvezetők: Zach Zarba, James Williams, Karl Lane |
| 2021. május 27. 12:30         | Jánisz Antetokúnmpo 12                   | Lepattanó | Bam Adebayo 14  | American Airlines Arena, Miami, Florida Nézőszám: 17,000 Játékvezetők: Zach Zarba, James Williams, Karl Lane |
| 2021. május 27. 12:30         | Jánisz Antetokúnmpo 15                   | Gólpassz  | Jimmy Butler 10 | American Airlines Arena, Miami, Florida Nézőszám: 17,000 Játékvezetők: Zach Zarba, James Williams, Karl Lane |
| Milwaukee Bucks győzelem, 4–0 |                                          |           |                 | American Airlines Arena, Miami, Florida Nézőszám: 17,000 Játékvezetők: Zach Zarba, James Williams, Karl Lane |

#### (4) New York Knicks vs. (5) Atlanta Hawks
Mérkőzés 1
| 2021. május 23. 19:00       | Atlanta Hawks                            | 107–105   | New York Knicks  | Madison Square Garden, New York, New York Nézőszám: 15,047 Játékvezetők: Tony Brothers, Ed Malloy, Derrick Collins |
| 2021. május 23. 19:00       | (24–16, 28–34, 19–23, 36–32) Jegyzőkönyv |           |                  | Madison Square Garden, New York, New York Nézőszám: 15,047 Játékvezetők: Tony Brothers, Ed Malloy, Derrick Collins |
| 2021. május 23. 19:00       | Trae Young 32                            | Pont      | Alec Burks 27    | Madison Square Garden, New York, New York Nézőszám: 15,047 Játékvezetők: Tony Brothers, Ed Malloy, Derrick Collins |
| 2021. május 23. 19:00       | Clint Capela 13                          | Lepattanó | Julius Randle 12 | Madison Square Garden, New York, New York Nézőszám: 15,047 Játékvezetők: Tony Brothers, Ed Malloy, Derrick Collins |
| 2021. május 23. 19:00       | Trae Young 10                            | Gólpassz  | Derrick Rose 5   | Madison Square Garden, New York, New York Nézőszám: 15,047 Játékvezetők: Tony Brothers, Ed Malloy, Derrick Collins |
| Az Atlanta Hawks vezet, 1–0 |                                          |           |                  | Madison Square Garden, New York, New York Nézőszám: 15,047 Játékvezetők: Tony Brothers, Ed Malloy, Derrick Collins |

Mérkőzés 2
| 2021. május 26. 19:30 | Atlanta Hawks                            | 92–101    | New York Knicks  | Madison Square Garden, New York, New York Nézőszám: 16,254 Játékvezetők: David Guthrie, Rodney Mott, Tom Washington |
| 2021. május 26. 19:30 | (27–20, 30–24, 18–32, 17–25) Jegyzőkönyv |           |                  | Madison Square Garden, New York, New York Nézőszám: 16,254 Játékvezetők: David Guthrie, Rodney Mott, Tom Washington |
| 2021. május 26. 19:30 | Trae Young 30                            | Pont      | Derrick Rose 26  | Madison Square Garden, New York, New York Nézőszám: 16,254 Játékvezetők: David Guthrie, Rodney Mott, Tom Washington |
| 2021. május 26. 19:30 | Clint Capela 12                          | Lepattanó | Julius Randle 12 | Madison Square Garden, New York, New York Nézőszám: 16,254 Játékvezetők: David Guthrie, Rodney Mott, Tom Washington |
| 2021. május 26. 19:30 | Trae Young 7                             | Gólpassz  | Rose, Randle 12  | Madison Square Garden, New York, New York Nézőszám: 16,254 Játékvezetők: David Guthrie, Rodney Mott, Tom Washington |
| Döntetlen, 1–1        |                                          |           |                  | Madison Square Garden, New York, New York Nézőszám: 16,254 Játékvezetők: David Guthrie, Rodney Mott, Tom Washington |

Mérkőzés 3
| 2021. május 28. 19:00       | New York Knicks                          | 94–105    | Atlanta Hawks   | State Farm Arena, Atlanta, Georgia Nézőszám: 15,743 Játékvezetők: John Goble, Pat Fraher, Tyler Ford |
| 2021. május 28. 19:00       | (31–29, 13–29, 28–28, 22–19) Jegyzőkönyv |           |                 | State Farm Arena, Atlanta, Georgia Nézőszám: 15,743 Játékvezetők: John Goble, Pat Fraher, Tyler Ford |
| 2021. május 28. 19:00       | Derrick Rose 30                          | Pont      | Trae Young 21   | State Farm Arena, Atlanta, Georgia Nézőszám: 15,743 Játékvezetők: John Goble, Pat Fraher, Tyler Ford |
| 2021. május 28. 19:00       | Julius Randle 11                         | Lepattanó | Clint Capela 12 | State Farm Arena, Atlanta, Georgia Nézőszám: 15,743 Játékvezetők: John Goble, Pat Fraher, Tyler Ford |
| 2021. május 28. 19:00       | Derrick Rose 5                           | Gólpassz  | Trae Young 14   | State Farm Arena, Atlanta, Georgia Nézőszám: 15,743 Játékvezetők: John Goble, Pat Fraher, Tyler Ford |
| Az Atlanta Hawks vezet, 2–1 |                                          |           |                 | State Farm Arena, Atlanta, Georgia Nézőszám: 15,743 Játékvezetők: John Goble, Pat Fraher, Tyler Ford |

Mérkőzés 4
| 2021. május 30. 13:00       | New York Knicks                          | 96–113    | Atlanta Hawks   | State Farm Arena, Atlanta, Georgia Nézőszám: 16,458 Játékvezetők: Scott Foster, Bill Kennedy, Mark Lindsay |
| 2021. május 30. 13:00       | (26–25, 23–28, 22–35, 25–25) Jegyzőkönyv |           |                 | State Farm Arena, Atlanta, Georgia Nézőszám: 16,458 Játékvezetők: Scott Foster, Bill Kennedy, Mark Lindsay |
| 2021. május 30. 13:00       | Julius Randle 23                         | Pont      | Trae Young 27   | State Farm Arena, Atlanta, Georgia Nézőszám: 16,458 Játékvezetők: Scott Foster, Bill Kennedy, Mark Lindsay |
| 2021. május 30. 13:00       | Julius Randle 10                         | Lepattanó | Clint Capela 15 | State Farm Arena, Atlanta, Georgia Nézőszám: 16,458 Játékvezetők: Scott Foster, Bill Kennedy, Mark Lindsay |
| 2021. május 30. 13:00       | Julius Randle 7                          | Gólpassz  | Trae Young 9    | State Farm Arena, Atlanta, Georgia Nézőszám: 16,458 Játékvezetők: Scott Foster, Bill Kennedy, Mark Lindsay |
| Az Atlanta Hawks vezet, 3–1 |                                          |           |                 | State Farm Arena, Atlanta, Georgia Nézőszám: 16,458 Játékvezetők: Scott Foster, Bill Kennedy, Mark Lindsay |

Mérkőzés 5
| 2021. június 2. 19:30       | Atlanta Hawks                            | 103–89    | New York Knicks  | Madison Square Garden, New York, New York Nézőszám: 16,512 Játékvezetők: Kane Fitzgerald, Courtney Kirkland, Brian Forte |
| 2021. június 2. 19:30       | (21–21, 31–26, 22–15, 29–27) Jegyzőkönyv |           |                  | Madison Square Garden, New York, New York Nézőszám: 16,512 Játékvezetők: Kane Fitzgerald, Courtney Kirkland, Brian Forte |
| 2021. június 2. 19:30       | Trae Young 36                            | Pont      | Julius Randle 23 | Madison Square Garden, New York, New York Nézőszám: 16,512 Játékvezetők: Kane Fitzgerald, Courtney Kirkland, Brian Forte |
| 2021. június 2. 19:30       | Clint Capela 15                          | Lepattanó | Julius Randle 13 | Madison Square Garden, New York, New York Nézőszám: 16,512 Játékvezetők: Kane Fitzgerald, Courtney Kirkland, Brian Forte |
| 2021. június 2. 19:30       | Trae Young 9                             | Gólpassz  | Rose, Barrett 5  | Madison Square Garden, New York, New York Nézőszám: 16,512 Játékvezetők: Kane Fitzgerald, Courtney Kirkland, Brian Forte |
| Atlanta Hawks győzelem, 4–1 |                                          |           |                  | Madison Square Garden, New York, New York Nézőszám: 16,512 Játékvezetők: Kane Fitzgerald, Courtney Kirkland, Brian Forte |

### Nyugati főcsoport

#### (1) Utah Jazz vs. (8) Memphis Grizzlies
Mérkőzés 1
| 2021. május 23. 21:30          | Memphis Grizzlies                        | 112–109   | Utah Jazz           | Vivint Arena, Salt Lake City, Utah Nézőszám: 13,750 Játékvezetők: James Capers, Ken Mauer, Dedric Taylor |
| 2021. május 23. 21:30          | (17–24, 32–19, 34–31, 29–35) Jegyzőkönyv |           |                     | Vivint Arena, Salt Lake City, Utah Nézőszám: 13,750 Játékvezetők: James Capers, Ken Mauer, Dedric Taylor |
| 2021. május 23. 21:30          | Dillon Brooks 31                         | Pont      | Bojan Bogdanović 29 | Vivint Arena, Salt Lake City, Utah Nézőszám: 13,750 Játékvezetők: James Capers, Ken Mauer, Dedric Taylor |
| 2021. május 23. 21:30          | Jonas Valančiūnas 13                     | Lepattanó | Rudy Gobert 15      | Vivint Arena, Salt Lake City, Utah Nézőszám: 13,750 Játékvezetők: James Capers, Ken Mauer, Dedric Taylor |
| 2021. május 23. 21:30          | Ja Morant 4                              | Gólpassz  | Mike Conley Jr. 11  | Vivint Arena, Salt Lake City, Utah Nézőszám: 13,750 Játékvezetők: James Capers, Ken Mauer, Dedric Taylor |
| A Memphis Grizzlies vezet, 1–0 |                                          |           |                     | Vivint Arena, Salt Lake City, Utah Nézőszám: 13,750 Játékvezetők: James Capers, Ken Mauer, Dedric Taylor |

Mérkőzés 2
| 2021. május 26. 22:00 | Memphis Grizzlies                        | 129–141   | Utah Jazz           | Vivint Arena, Salt Lake City, Utah Nézőszám: 14,200 Játékvezetők: Kane Fitzgerald, James Williams, JB DeRosa |
| 2021. május 26. 22:00 | (27–36, 27–38, 43–29, 32–38) Jegyzőkönyv |           |                     | Vivint Arena, Salt Lake City, Utah Nézőszám: 14,200 Játékvezetők: Kane Fitzgerald, James Williams, JB DeRosa |
| 2021. május 26. 22:00 | Ja Morant 47                             | Pont      | Donovan Mitchell 25 | Vivint Arena, Salt Lake City, Utah Nézőszám: 14,200 Játékvezetők: Kane Fitzgerald, James Williams, JB DeRosa |
| 2021. május 26. 22:00 | Valančiūnas, Anderson 6                  | Lepattanó | Rudy Gobert 13      | Vivint Arena, Salt Lake City, Utah Nézőszám: 14,200 Játékvezetők: Kane Fitzgerald, James Williams, JB DeRosa |
| 2021. május 26. 22:00 | Ja Morant 7                              | Gólpassz  | Mike Conley Jr. 15  | Vivint Arena, Salt Lake City, Utah Nézőszám: 14,200 Játékvezetők: Kane Fitzgerald, James Williams, JB DeRosa |
| Döntetlen, 1–1        |                                          |           |                     | Vivint Arena, Salt Lake City, Utah Nézőszám: 14,200 Játékvezetők: Kane Fitzgerald, James Williams, JB DeRosa |

Mérkőzés 3
| 2021. május 29. 21:30  | Utah Jazz                                | 121–111   | Memphis Grizzlies        | FedExForum, Memphis, Tennessee Nézőszám: 12,185 Játékvezetők: Josh Tiven, Sean Wright, Derrick Collins |
| 2021. május 29. 21:30  | (34–22, 28–29, 34–34, 25–26) Jegyzőkönyv |           |                          | FedExForum, Memphis, Tennessee Nézőszám: 12,185 Játékvezetők: Josh Tiven, Sean Wright, Derrick Collins |
| 2021. május 29. 21:30  | Donovan Mitchell 29                      | Pont      | Ja Morant 28             | FedExForum, Memphis, Tennessee Nézőszám: 12,185 Játékvezetők: Josh Tiven, Sean Wright, Derrick Collins |
| 2021. május 29. 21:30  | Rudy Gobert 14                           | Lepattanó | Valančiūnas, Anderson 13 | FedExForum, Memphis, Tennessee Nézőszám: 12,185 Játékvezetők: Josh Tiven, Sean Wright, Derrick Collins |
| 2021. május 29. 21:30  | Mike Conley Jr. 8                        | Gólpassz  | Ja Morant 7              | FedExForum, Memphis, Tennessee Nézőszám: 12,185 Játékvezetők: Josh Tiven, Sean Wright, Derrick Collins |
| A Utah Jazz vezet, 2–1 |                                          |           |                          | FedExForum, Memphis, Tennessee Nézőszám: 12,185 Játékvezetők: Josh Tiven, Sean Wright, Derrick Collins |

Mérkőzés 4
| 2021. május 31. 21:30  | Utah Jazz                                | 120–113   | Memphis Grizzlies    | FedExForum, Memphis, Tennessee Nézőszám: 12,185 Játékvezetők: David Guthrie, Kevin Scott, Tre Maddox |
| 2021. május 31. 21:30  | (34–31, 25–23, 41–33, 20–26) Jegyzőkönyv |           |                      | FedExForum, Memphis, Tennessee Nézőszám: 12,185 Játékvezetők: David Guthrie, Kevin Scott, Tre Maddox |
| 2021. május 31. 21:30  | Donovan Mitchel 30                       | Pont      | Ja Morant 23         | FedExForum, Memphis, Tennessee Nézőszám: 12,185 Játékvezetők: David Guthrie, Kevin Scott, Tre Maddox |
| 2021. május 31. 21:30  | Royce O'Neale 9                          | Lepattanó | Jonas Valančiūnas 12 | FedExForum, Memphis, Tennessee Nézőszám: 12,185 Játékvezetők: David Guthrie, Kevin Scott, Tre Maddox |
| 2021. május 31. 21:30  | Donovan Mitchel 8                        | Gólpassz  | Ja Morant 12         | FedExForum, Memphis, Tennessee Nézőszám: 12,185 Játékvezetők: David Guthrie, Kevin Scott, Tre Maddox |
| A Utah Jazz vezet, 3–1 |                                          |           |                      | FedExForum, Memphis, Tennessee Nézőszám: 12,185 Játékvezetők: David Guthrie, Kevin Scott, Tre Maddox |

Mérkőzés 5
| 2021. június 2. 21:30   | Memphis Grizzlies                        | 110–126   | Utah Jazz           | Vivint Arena, Salt Lake City, Utah Nézőszám: 14,250 Játékvezetők: Marc Davis, Tony Brothers, Tyler Ford |
| 2021. június 2. 21:30   | (27–47, 24–28, 25–31, 34–20) Jegyzőkönyv |           |                     | Vivint Arena, Salt Lake City, Utah Nézőszám: 14,250 Játékvezetők: Marc Davis, Tony Brothers, Tyler Ford |
| 2021. június 2. 21:30   | Brooks, Morant 27                        | Pont      | Donovan Mitchell 30 | Vivint Arena, Salt Lake City, Utah Nézőszám: 14,250 Játékvezetők: Marc Davis, Tony Brothers, Tyler Ford |
| 2021. június 2. 21:30   | Jackson Jr., Morant 7                    | Lepattanó | Rudy Gobert 15      | Vivint Arena, Salt Lake City, Utah Nézőszám: 14,250 Játékvezetők: Marc Davis, Tony Brothers, Tyler Ford |
| 2021. június 2. 21:30   | Morant 11                                | Gólpassz  | Donovan Mitchell 10 | Vivint Arena, Salt Lake City, Utah Nézőszám: 14,250 Játékvezetők: Marc Davis, Tony Brothers, Tyler Ford |
| Utah Jazz győzelem, 4–1 |                                          |           |                     | Vivint Arena, Salt Lake City, Utah Nézőszám: 14,250 Játékvezetők: Marc Davis, Tony Brothers, Tyler Ford |

#### (2) Phoenix Suns vs. (7) Los Angeles Lakers
Mérkőzés 1
| 2021. május 23. 15:30     | Los Angeles Lakers                       | 90–99     | Phoenix Suns     | [[Phoenix Suns Arena]], Phoenix, Arizona Nézőszám: 11,824 Játékvezetők: Kane Fitzgerald, Bill Kennedy, Rodney Mott |
| 2021. május 23. 15:30     | (25–32, 20–21, 23–28, 22–18) Jegyzőkönyv |           |                  | [[Phoenix Suns Arena]], Phoenix, Arizona Nézőszám: 11,824 Játékvezetők: Kane Fitzgerald, Bill Kennedy, Rodney Mott |
| 2021. május 23. 15:30     | LeBron James 18                          | Pont      | Devin Booker 34  | [[Phoenix Suns Arena]], Phoenix, Arizona Nézőszám: 11,824 Játékvezetők: Kane Fitzgerald, Bill Kennedy, Rodney Mott |
| 2021. május 23. 15:30     | Andre Drummond 9                         | Lepattanó | Deandre Ayton 16 | [[Phoenix Suns Arena]], Phoenix, Arizona Nézőszám: 11,824 Játékvezetők: Kane Fitzgerald, Bill Kennedy, Rodney Mott |
| 2021. május 23. 15:30     | LeBron James 10                          | Gólpassz  | Booker, Paul 8   | [[Phoenix Suns Arena]], Phoenix, Arizona Nézőszám: 11,824 Játékvezetők: Kane Fitzgerald, Bill Kennedy, Rodney Mott |
| A Phoenix Suns vezet, 1–0 |                                          |           |                  | [[Phoenix Suns Arena]], Phoenix, Arizona Nézőszám: 11,824 Játékvezetők: Kane Fitzgerald, Bill Kennedy, Rodney Mott |

Mérkőzés 2
| 2021. május 25. 22:00 | Los Angeles Lakers                       | 109–102   | Phoenix Suns     | [[Phoenix Suns Arena]], Phoenix, Arizona Nézőszám: 11,919 Játékvezetők: Zach Zarba, Tre Maddox, Brian Forte |
| 2021. május 25. 22:00 | (30–24, 23–23, 26–25, 30–30) Jegyzőkönyv |           |                  | [[Phoenix Suns Arena]], Phoenix, Arizona Nézőszám: 11,919 Játékvezetők: Zach Zarba, Tre Maddox, Brian Forte |
| 2021. május 25. 22:00 | Anthony Davis 34                         | Pont      | Devin Booker 31  | [[Phoenix Suns Arena]], Phoenix, Arizona Nézőszám: 11,919 Játékvezetők: Zach Zarba, Tre Maddox, Brian Forte |
| 2021. május 25. 22:00 | Andre Drummond 12                        | Lepattanó | Deandre Ayton 10 | [[Phoenix Suns Arena]], Phoenix, Arizona Nézőszám: 11,919 Játékvezetők: Zach Zarba, Tre Maddox, Brian Forte |
| 2021. május 25. 22:00 | LeBron James 9                           | Gólpassz  | Cameron Payne 7  | [[Phoenix Suns Arena]], Phoenix, Arizona Nézőszám: 11,919 Játékvezetők: Zach Zarba, Tre Maddox, Brian Forte |
| Döntetlen, 1–1        |                                          |           |                  | [[Phoenix Suns Arena]], Phoenix, Arizona Nézőszám: 11,919 Játékvezetők: Zach Zarba, Tre Maddox, Brian Forte |

Mérkőzés 3
| 2021. május 27. 22:00           | Phoenix Suns                             | 95–109    | Los Angeles Lakers | Staples Center, Los Angeles, Kalifornia Nézőszám: 7,825 Játékvezetők: Scott Foster, Sean Wright, Sean Corbin |
| 2021. május 27. 22:00           | (28–27, 12–16, 23–33, 32–33) Jegyzőkönyv |           |                    | Staples Center, Los Angeles, Kalifornia Nézőszám: 7,825 Játékvezetők: Scott Foster, Sean Wright, Sean Corbin |
| 2021. május 27. 22:00           | Deandre Ayton 22                         | Pont      | Anthony Davis 34   | Staples Center, Los Angeles, Kalifornia Nézőszám: 7,825 Játékvezetők: Scott Foster, Sean Wright, Sean Corbin |
| 2021. május 27. 22:00           | Deandre Ayton 11                         | Lepattanó | Davis, Drummond 11 | Staples Center, Los Angeles, Kalifornia Nézőszám: 7,825 Játékvezetők: Scott Foster, Sean Wright, Sean Corbin |
| 2021. május 27. 22:00           | Booker, Paul, Payne 6                    | Gólpassz  | LeBron James 9     | Staples Center, Los Angeles, Kalifornia Nézőszám: 7,825 Játékvezetők: Scott Foster, Sean Wright, Sean Corbin |
| A Los Angeles Lakers vezet, 2–1 |                                          |           |                    | Staples Center, Los Angeles, Kalifornia Nézőszám: 7,825 Játékvezetők: Scott Foster, Sean Wright, Sean Corbin |

Mérkőzés 4
| 2021. május 30. 15:30 | Phoenix Suns                             | 100–92    | Los Angeles Lakers | Staples Center, Los Angeles, Kalifornia Nézőszám: 8,025 Játékvezetők: Marc Davis, Tony Brothers, Brent Barnaky |
| 2021. május 30. 15:30 | (23–24, 31–26, 27–15, 19–27) Jegyzőkönyv |           |                    | Staples Center, Los Angeles, Kalifornia Nézőszám: 8,025 Játékvezetők: Marc Davis, Tony Brothers, Brent Barnaky |
| 2021. május 30. 15:30 | Chris Paul 18                            | Pont      | LeBron James 25    | Staples Center, Los Angeles, Kalifornia Nézőszám: 8,025 Játékvezetők: Marc Davis, Tony Brothers, Brent Barnaky |
| 2021. május 30. 15:30 | Deandre Ayton 17                         | Lepattanó | LeBron James 12    | Staples Center, Los Angeles, Kalifornia Nézőszám: 8,025 Játékvezetők: Marc Davis, Tony Brothers, Brent Barnaky |
| 2021. május 30. 15:30 | Chris Paul 9                             | Gólpassz  | LeBron James 6     | Staples Center, Los Angeles, Kalifornia Nézőszám: 8,025 Játékvezetők: Marc Davis, Tony Brothers, Brent Barnaky |
| Döntetlen, 2–2        |                                          |           |                    | Staples Center, Los Angeles, Kalifornia Nézőszám: 8,025 Játékvezetők: Marc Davis, Tony Brothers, Brent Barnaky |

Mérkőzés 5
| 2021. június 1. 22:00     | Los Angeles Lakers                       | 85–115    | Phoenix Suns           | [[Phoenix Suns Arena]], Phoenix, Arizona Nézőszám: 16,163 Játékvezetők: James Capers, Ken Mauer, Curtis Blair |
| 2021. június 1. 22:00     | (26–34, 10–32, 27–26, 22–23) Jegyzőkönyv |           |                        | [[Phoenix Suns Arena]], Phoenix, Arizona Nézőszám: 16,163 Játékvezetők: James Capers, Ken Mauer, Curtis Blair |
| 2021. június 1. 22:00     | LeBron James 24                          | Pont      | Devin Booker 30        | [[Phoenix Suns Arena]], Phoenix, Arizona Nézőszám: 16,163 Játékvezetők: James Capers, Ken Mauer, Curtis Blair |
| 2021. június 1. 22:00     | Andre Drummond 13                        | Lepattanó | Ayton, Booker, Craig 7 | [[Phoenix Suns Arena]], Phoenix, Arizona Nézőszám: 16,163 Játékvezetők: James Capers, Ken Mauer, Curtis Blair |
| 2021. június 1. 22:00     | LeBron James 7                           | Gólpassz  | Chris Paul 6           | [[Phoenix Suns Arena]], Phoenix, Arizona Nézőszám: 16,163 Játékvezetők: James Capers, Ken Mauer, Curtis Blair |
| A Phoenix Suns vezet, 3–2 |                                          |           |                        | [[Phoenix Suns Arena]], Phoenix, Arizona Nézőszám: 16,163 Játékvezetők: James Capers, Ken Mauer, Curtis Blair |

Mérkőzés 6
| 2021. június 3. 22:30      | Phoenix Suns                             | 113–100   | Los Angeles Lakers | Staples Center, Los Angeles, Kalifornia Nézőszám: 8,550 Játékvezetők: David Guthrie, Ben Taylor, Tom Washington |
| 2021. június 3. 22:30      | (36–14, 26–27, 27–35, 24–24) Jegyzőkönyv |           |                    | Staples Center, Los Angeles, Kalifornia Nézőszám: 8,550 Játékvezetők: David Guthrie, Ben Taylor, Tom Washington |
| 2021. június 3. 22:30      | Devin Booker 47                          | Pont      | LeBron James 29    | Staples Center, Los Angeles, Kalifornia Nézőszám: 8,550 Játékvezetők: David Guthrie, Ben Taylor, Tom Washington |
| 2021. június 3. 22:30      | Devin Booker 11                          | Lepattanó | LeBron James 9     | Staples Center, Los Angeles, Kalifornia Nézőszám: 8,550 Játékvezetők: David Guthrie, Ben Taylor, Tom Washington |
| 2021. június 3. 22:30      | Chris Paul 12                            | Gólpassz  | Gasol, James 7     | Staples Center, Los Angeles, Kalifornia Nézőszám: 8,550 Játékvezetők: David Guthrie, Ben Taylor, Tom Washington |
| Phoenix Suns győzelem, 4–1 |                                          |           |                    | Staples Center, Los Angeles, Kalifornia Nézőszám: 8,550 Játékvezetők: David Guthrie, Ben Taylor, Tom Washington |

#### (3) Denver Nuggets vs. (6) Portland Trail Blazers
Mérkőzés 1
| 2021. május 22. 22:30               | Portland Trail Blazers                   | 123–109   | Denver Nuggets     | Ball Arena, Denver, Colorado Nézőszám: 7,732 Játékvezetők: Marc Davis, Kevin Scott, Curtis Blair |
| 2021. május 22. 22:30               | (35–30, 23–31, 38–25, 27–23) Jegyzőkönyv |           |                    | Ball Arena, Denver, Colorado Nézőszám: 7,732 Játékvezetők: Marc Davis, Kevin Scott, Curtis Blair |
| 2021. május 22. 22:30               | Damian Lillard 34                        | Pont      | Nikola Jokić 34    | Ball Arena, Denver, Colorado Nézőszám: 7,732 Játékvezetők: Marc Davis, Kevin Scott, Curtis Blair |
| 2021. május 22. 22:30               | Jusuf Nurkić 12                          | Lepattanó | Nikola Jokić 16    | Ball Arena, Denver, Colorado Nézőszám: 7,732 Játékvezetők: Marc Davis, Kevin Scott, Curtis Blair |
| 2021. május 22. 22:30               | Damian Lillard 13                        | Gólpassz  | Campazzo, Morris 5 | Ball Arena, Denver, Colorado Nézőszám: 7,732 Játékvezetők: Marc Davis, Kevin Scott, Curtis Blair |
| A Portland Trail Blazers vezet, 1–0 |                                          |           |                    | Ball Arena, Denver, Colorado Nézőszám: 7,732 Játékvezetők: Marc Davis, Kevin Scott, Curtis Blair |

Mérkőzés 2
| 2021. május 24. 22:00 | Portland Trail Blazers                   | 109–128   | Denver Nuggets  | Ball Arena, Denver, Colorado Nézőszám: 7,727 Játékvezetők: John Goble, Ben Taylor, Michael Smith |
| 2021. május 24. 22:00 | (25–31, 36–42, 26–28, 22–27) Jegyzőkönyv |           |                 | Ball Arena, Denver, Colorado Nézőszám: 7,727 Játékvezetők: John Goble, Ben Taylor, Michael Smith |
| 2021. május 24. 22:00 | Damian Lillard 42                        | Pont      | Nikola Jokić 38 | Ball Arena, Denver, Colorado Nézőszám: 7,727 Játékvezetők: John Goble, Ben Taylor, Michael Smith |
| 2021. május 24. 22:00 | Jusuf Nurkić 13                          | Lepattanó | Nikola Jokić 8  | Ball Arena, Denver, Colorado Nézőszám: 7,727 Játékvezetők: John Goble, Ben Taylor, Michael Smith |
| 2021. május 24. 22:00 | Damian Lillard 10                        | Gólpassz  | Monté Morris 7  | Ball Arena, Denver, Colorado Nézőszám: 7,727 Játékvezetők: John Goble, Ben Taylor, Michael Smith |
| Döntetlen, 1–1        |                                          |           |                 | Ball Arena, Denver, Colorado Nézőszám: 7,727 Játékvezetők: John Goble, Ben Taylor, Michael Smith |

Mérkőzés 3
| 2021. május 27. 22:30       | Denver Nuggets                           | 120–115   | Portland Trail Blazers | Moda Center, Portland, Oregon Nézőszám: 8,050 Játékvezetők: Zach Zarba, Tony Brothers, Karl Lane |
| 2021. május 27. 22:30       | (39–30, 25–29, 20–20, 36–36) Jegyzőkönyv |           |                        | Moda Center, Portland, Oregon Nézőszám: 8,050 Játékvezetők: Zach Zarba, Tony Brothers, Karl Lane |
| 2021. május 27. 22:30       | Nikola Jokić 36                          | Pont      | Damian Lillard 37      | Moda Center, Portland, Oregon Nézőszám: 8,050 Játékvezetők: Zach Zarba, Tony Brothers, Karl Lane |
| 2021. május 27. 22:30       | Nikola Jokić 11                          | Lepattanó | Jusuf Nurkić 13        | Moda Center, Portland, Oregon Nézőszám: 8,050 Játékvezetők: Zach Zarba, Tony Brothers, Karl Lane |
| 2021. május 27. 22:30       | Facundo Campazzo 8                       | Gólpassz  | Jusuf Nurkić 6         | Moda Center, Portland, Oregon Nézőszám: 8,050 Játékvezetők: Zach Zarba, Tony Brothers, Karl Lane |
| A Denver Nuggets vezet, 2–1 |                                          |           |                        | Moda Center, Portland, Oregon Nézőszám: 8,050 Játékvezetők: Zach Zarba, Tony Brothers, Karl Lane |

Mérkőzés 4
| 2021. május 29. 16:00 | Denver Nuggets                           | 95–115    | Portland Trail Blazers | Moda Center, Portland, Oregon Nézőszám: 8,050 Játékvezetők: David Guthrie, Ed Malloy, Tom Washington |
| 2021. május 29. 16:00 | (24–32, 23–25, 19–36, 29–22) Jegyzőkönyv |           |                        | Moda Center, Portland, Oregon Nézőszám: 8,050 Játékvezetők: David Guthrie, Ed Malloy, Tom Washington |
| 2021. május 29. 16:00 | Nikola Jokić 16                          | Pont      | Norman Powell 29       | Moda Center, Portland, Oregon Nézőszám: 8,050 Játékvezetők: David Guthrie, Ed Malloy, Tom Washington |
| 2021. május 29. 16:00 | Nikola Jokić 9                           | Lepattanó | Robert Covington 9     | Moda Center, Portland, Oregon Nézőszám: 8,050 Játékvezetők: David Guthrie, Ed Malloy, Tom Washington |
| 2021. május 29. 16:00 | Facundo Campazzo 7                       | Gólpassz  | Damian Lillard 10      | Moda Center, Portland, Oregon Nézőszám: 8,050 Játékvezetők: David Guthrie, Ed Malloy, Tom Washington |
| Döntetlen, 2–2        |                                          |           |                        | Moda Center, Portland, Oregon Nézőszám: 8,050 Játékvezetők: David Guthrie, Ed Malloy, Tom Washington |

Mérkőzés 5
| 2021. június 1. 21:00       | Portland Trail Blazers                                    | 140–147 (h. u.) | Denver Nuggets        | Ball Arena, Denver, Colorado Nézőszám: 10,463 Játékvezetők: Eric Lewis, Sean Wright, Mark Lindsay |
| 2021. június 1. 21:00       | (25–38, 37–27, 32–27, 27–29, h.: 14–14, 5–12) Jegyzőkönyv |                 |                       | Ball Arena, Denver, Colorado Nézőszám: 10,463 Játékvezetők: Eric Lewis, Sean Wright, Mark Lindsay |
| 2021. június 1. 21:00       | Damian Lillard 55                                         | Pont            | Nikola Jokić 38       | Ball Arena, Denver, Colorado Nézőszám: 10,463 Játékvezetők: Eric Lewis, Sean Wright, Mark Lindsay |
| 2021. június 1. 21:00       | Covington, Nurkić 11                                      | Lepattanó       | Michael Porter Jr. 12 | Ball Arena, Denver, Colorado Nézőszám: 10,463 Játékvezetők: Eric Lewis, Sean Wright, Mark Lindsay |
| 2021. június 1. 21:00       | Damian Lillard 10                                         | Gólpassz        | Nikola Jokić 9        | Ball Arena, Denver, Colorado Nézőszám: 10,463 Játékvezetők: Eric Lewis, Sean Wright, Mark Lindsay |
| A Denver Nuggets vezet, 3–2 |                                                           |                 |                       | Ball Arena, Denver, Colorado Nézőszám: 10,463 Játékvezetők: Eric Lewis, Sean Wright, Mark Lindsay |

Mérkőzés 6
| 2021. június 3. 20:00        | Denver Nuggets                           | 126–115   | Portland Trail Blazers | Moda Center, Portland, Oregon Nézőszám: 10,022 Játékvezetők: James Capers, Bill Kennedy, Rodney Mott |
| 2021. június 3. 20:00        | (29–33, 32–35, 37–33, 28–14) Jegyzőkönyv |           |                        | Moda Center, Portland, Oregon Nézőszám: 10,022 Játékvezetők: James Capers, Bill Kennedy, Rodney Mott |
| 2021. június 3. 20:00        | Nikola Jokić 36                          | Pont      | Damian Lillard 28      | Moda Center, Portland, Oregon Nézőszám: 10,022 Játékvezetők: James Capers, Bill Kennedy, Rodney Mott |
| 2021. június 3. 20:00        | JaMychal Green 9                         | Lepattanó | Robert Covington 10    | Moda Center, Portland, Oregon Nézőszám: 10,022 Játékvezetők: James Capers, Bill Kennedy, Rodney Mott |
| 2021. június 3. 20:00        | Monte Morris 9                           | Gólpassz  | Damian Lillard 13      | Moda Center, Portland, Oregon Nézőszám: 10,022 Játékvezetők: James Capers, Bill Kennedy, Rodney Mott |
| Denver Nuggets győzelem, 4–2 |                                          |           |                        | Moda Center, Portland, Oregon Nézőszám: 10,022 Játékvezetők: James Capers, Bill Kennedy, Rodney Mott |

#### (4) Los Angeles Clippers vs. (5) Dallas Mavericks
Mérkőzés 1
| 2021. május 22. 16:30         | Dallas Mavericks                         | 113–103   | Los Angeles Clippers | Staples Center, Los Angeles, Kalifornia Nézőszám: 6,117 Játékvezetők: Zach Zarba, Tre Maddox, Brian Forte |
| 2021. május 22. 16:30         | (33–30, 27–25, 26–25, 27–23) Jegyzőkönyv |           |                      | Staples Center, Los Angeles, Kalifornia Nézőszám: 6,117 Játékvezetők: Zach Zarba, Tre Maddox, Brian Forte |
| 2021. május 22. 16:30         | Luka Dončić 31                           | Pont      | Kawhi Leonard 26     | Staples Center, Los Angeles, Kalifornia Nézőszám: 6,117 Játékvezetők: Zach Zarba, Tre Maddox, Brian Forte |
| 2021. május 22. 16:30         | Luka Dončić 10                           | Lepattanó | Kawhi Leonard 10     | Staples Center, Los Angeles, Kalifornia Nézőszám: 6,117 Játékvezetők: Zach Zarba, Tre Maddox, Brian Forte |
| 2021. május 22. 16:30         | Luka Dončić 11                           | Gólpassz  | Geroge, Leonard 5    | Staples Center, Los Angeles, Kalifornia Nézőszám: 6,117 Játékvezetők: Zach Zarba, Tre Maddox, Brian Forte |
| A Dallas Mavericks vezet, 1–0 |                                          |           |                      | Staples Center, Los Angeles, Kalifornia Nézőszám: 6,117 Játékvezetők: Zach Zarba, Tre Maddox, Brian Forte |

Mérkőzés 2
| 2021. május 24. 22:00         | Dallas Mavericks                         | 127–121   | Los Angeles Clippers | Staples Center, Los Angeles, Kalifornia Nézőszám: 6,885 Játékvezetők: Scott Foster, Bill Kennedy, Curtis Blair |
| 2021. május 24. 22:00         | (35–33, 36–40, 30–19, 26–29) Jegyzőkönyv |           |                      | Staples Center, Los Angeles, Kalifornia Nézőszám: 6,885 Játékvezetők: Scott Foster, Bill Kennedy, Curtis Blair |
| 2021. május 24. 22:00         | Luka Dončić 39                           | Pont      | Kawhi Leonard 41     | Staples Center, Los Angeles, Kalifornia Nézőszám: 6,885 Játékvezetők: Scott Foster, Bill Kennedy, Curtis Blair |
| 2021. május 24. 22:00         | Luka Dončić 7                            | Lepattanó | Paul George 12       | Staples Center, Los Angeles, Kalifornia Nézőszám: 6,885 Játékvezetők: Scott Foster, Bill Kennedy, Curtis Blair |
| 2021. május 24. 22:00         | Luka Dončić 7                            | Gólpassz  | Rajon Rondo 7        | Staples Center, Los Angeles, Kalifornia Nézőszám: 6,885 Játékvezetők: Scott Foster, Bill Kennedy, Curtis Blair |
| A Dallas Mavericks vezet, 2–0 |                                          |           |                      | Staples Center, Los Angeles, Kalifornia Nézőszám: 6,885 Játékvezetők: Scott Foster, Bill Kennedy, Curtis Blair |

Mérkőzés 3
| 2021. május 27. 21:30         | Los Angeles Clippers                     | 118–108   | Dallas Mavericks | American Airlines Center, Dallas, Texas Nézőszám: 17,705 Játékvezetők: Kane Fitzgerald, Courtney Kirkland, Mark Lindsay |
| 2021. május 27. 21:30         | (31–34, 32–27, 26–25, 29–22) Jegyzőkönyv |           |                  | American Airlines Center, Dallas, Texas Nézőszám: 17,705 Játékvezetők: Kane Fitzgerald, Courtney Kirkland, Mark Lindsay |
| 2021. május 27. 21:30         | Kawhi Leonard 36                         | Pont      | Luka Dončić 44   | American Airlines Center, Dallas, Texas Nézőszám: 17,705 Játékvezetők: Kane Fitzgerald, Courtney Kirkland, Mark Lindsay |
| 2021. május 27. 21:30         | Kawhi Leonard 8                          | Lepattanó | Luka Dončić 9    | American Airlines Center, Dallas, Texas Nézőszám: 17,705 Játékvezetők: Kane Fitzgerald, Courtney Kirkland, Mark Lindsay |
| 2021. május 27. 21:30         | Rajon Rondo 8                            | Gólpassz  | Luka Dončić 9    | American Airlines Center, Dallas, Texas Nézőszám: 17,705 Játékvezetők: Kane Fitzgerald, Courtney Kirkland, Mark Lindsay |
| A Dallas Mavericks vezet, 2–1 |                                          |           |                  | American Airlines Center, Dallas, Texas Nézőszám: 17,705 Játékvezetők: Kane Fitzgerald, Courtney Kirkland, Mark Lindsay |

Mérkőzés 4
| 2021. május 30. 21:30 | Los Angeles Clippers                     | 106–81    | Dallas Mavericks      | American Airlines Center, Dallas, Texas Nézőszám: 17,761 Játékvezetők: Eric Lewis, Pat Fraher, Tyler Ford |
| 2021. május 30. 21:30 | (31–22, 30–23, 21–15, 24–21) Jegyzőkönyv |           |                       | American Airlines Center, Dallas, Texas Nézőszám: 17,761 Játékvezetők: Eric Lewis, Pat Fraher, Tyler Ford |
| 2021. május 30. 21:30 | Kawhi Leonard 29                         | Pont      | Luka Dončić 19        | American Airlines Center, Dallas, Texas Nézőszám: 17,761 Játékvezetők: Eric Lewis, Pat Fraher, Tyler Ford |
| 2021. május 30. 21:30 | Kawhi Leonard 10                         | Lepattanó | Dorian Finney-Smith 8 | American Airlines Center, Dallas, Texas Nézőszám: 17,761 Játékvezetők: Eric Lewis, Pat Fraher, Tyler Ford |
| 2021. május 30. 21:30 | Rajon Rondo 4                            | Gólpassz  | Luka Dončić 6         | American Airlines Center, Dallas, Texas Nézőszám: 17,761 Játékvezetők: Eric Lewis, Pat Fraher, Tyler Ford |
| Döntetlen, 2–2        |                                          |           |                       | American Airlines Center, Dallas, Texas Nézőszám: 17,761 Játékvezetők: Eric Lewis, Pat Fraher, Tyler Ford |

Mérkőzés 5
| 2021. június 2. 22:00         | Dallas Mavericks                         | 110–126   | Los Angeles Clippers | Staples Center, Los Angeles, Kalifornia Nézőszám: 7,428 Játékvezetők: John Goble, James Williams, Sean Corbin |
| 2021. június 2. 22:00         | (27–47, 24–28, 25–31, 34–20) Jegyzőkönyv |           |                      | Staples Center, Los Angeles, Kalifornia Nézőszám: 7,428 Játékvezetők: John Goble, James Williams, Sean Corbin |
| 2021. június 2. 22:00         | Luka Dončić 42                           | Pont      | Paul George 23       | Staples Center, Los Angeles, Kalifornia Nézőszám: 7,428 Játékvezetők: John Goble, James Williams, Sean Corbin |
| 2021. június 2. 22:00         | Luka Dončić 8                            | Lepattanó | Ivica Zubac 11       | Staples Center, Los Angeles, Kalifornia Nézőszám: 7,428 Játékvezetők: John Goble, James Williams, Sean Corbin |
| 2021. június 2. 22:00         | Luka Dončić 14                           | Gólpassz  | George, Rondo 6      | Staples Center, Los Angeles, Kalifornia Nézőszám: 7,428 Játékvezetők: John Goble, James Williams, Sean Corbin |
| A Dallas Mavericks vezet, 3–1 |                                          |           |                      | Staples Center, Los Angeles, Kalifornia Nézőszám: 7,428 Játékvezetők: John Goble, James Williams, Sean Corbin |

Mérkőzés 6
| 2021. június 4. 21:00 | Los Angeles Clippers                     | 104–97    | Dallas Mavericks   | American Airlines Center, Dallas, Texas Nézőszám: 18,324 Játékvezetők: Marc Davis, Ken Mauer, Curtis Blair |
| 2021. június 4. 21:00 | (26–28, 22–17, 25–32, 31–20) Jegyzőkönyv |           |                    | American Airlines Center, Dallas, Texas Nézőszám: 18,324 Játékvezetők: Marc Davis, Ken Mauer, Curtis Blair |
| 2021. június 4. 21:00 | Kawhi Leonard 45                         | Pont      | Luka Dončić 29     | American Airlines Center, Dallas, Texas Nézőszám: 18,324 Játékvezetők: Marc Davis, Ken Mauer, Curtis Blair |
| 2021. június 4. 21:00 | Paul George 13                           | Lepattanó | Boban Marjanović 9 | American Airlines Center, Dallas, Texas Nézőszám: 18,324 Játékvezetők: Marc Davis, Ken Mauer, Curtis Blair |
| 2021. június 4. 21:00 | Paul George 6                            | Gólpassz  | Luka Dončić 11     | American Airlines Center, Dallas, Texas Nézőszám: 18,324 Játékvezetők: Marc Davis, Ken Mauer, Curtis Blair |
| Döntetlen, 3–3        |                                          |           |                    | American Airlines Center, Dallas, Texas Nézőszám: 18,324 Játékvezetők: Marc Davis, Ken Mauer, Curtis Blair |

Mérkőzés 7
| 2021. június 6. 15:30              | Dallas Mavericks                         | 111–126   | Los Angeles Clippers | Staples Center, Los Angeles, Kalifornia Nézőszám: 7,342 Játékvezetők: Scott Foster, Josh Tiven, Sean Wright |
| 2021. június 6. 15:30              | (38–35, 24–35, 23–30, 26–26) Jegyzőkönyv |           |                      | Staples Center, Los Angeles, Kalifornia Nézőszám: 7,342 Játékvezetők: Scott Foster, Josh Tiven, Sean Wright |
| 2021. június 6. 15:30              | Luka Dončić 46                           | Pont      | Kawhi Leonard 28     | Staples Center, Los Angeles, Kalifornia Nézőszám: 7,342 Játékvezetők: Scott Foster, Josh Tiven, Sean Wright |
| 2021. június 6. 15:30              | Kristaps Porziņģis 11                    | Lepattanó | Kawhi Leonard 10     | Staples Center, Los Angeles, Kalifornia Nézőszám: 7,342 Játékvezetők: Scott Foster, Josh Tiven, Sean Wright |
| 2021. június 6. 15:30              | Luka Dončić 14                           | Gólpassz  | Paul George 10       | Staples Center, Los Angeles, Kalifornia Nézőszám: 7,342 Játékvezetők: Scott Foster, Josh Tiven, Sean Wright |
| Los Angeles Clippers győzelem, 4–3 |                                          |           |                      | Staples Center, Los Angeles, Kalifornia Nézőszám: 7,342 Játékvezetők: Scott Foster, Josh Tiven, Sean Wright |

## Főcsoport-elődöntő

### Keleti főcsoport

#### (1) Philadelphia 76ers vs. (5) Atlanta Hawks
Mérkőzés 1
| 2021. június 6. 13:00       | Atlanta Hawks                            | 128–124   | Philadelphia 76ers | Wells Fargo Center, Philadelphia, Pennsylvania Nézőszám: 18,624 Játékvezetők: James Capers, Ben Taylor, Tom Washington |
| 2021. június 6. 13:00       | (42–27, 32–27, 25–29, 29–41) Jegyzőkönyv |           |                    | Wells Fargo Center, Philadelphia, Pennsylvania Nézőszám: 18,624 Játékvezetők: James Capers, Ben Taylor, Tom Washington |
| 2021. június 6. 13:00       | Trae Young 35                            | Pont      | Joel Embiid 39     | Wells Fargo Center, Philadelphia, Pennsylvania Nézőszám: 18,624 Játékvezetők: James Capers, Ben Taylor, Tom Washington |
| 2021. június 6. 13:00       | Clint Capela 10                          | Lepattanó | Tobias Harris 10   | Wells Fargo Center, Philadelphia, Pennsylvania Nézőszám: 18,624 Játékvezetők: James Capers, Ben Taylor, Tom Washington |
| 2021. június 6. 13:00       | Trae Young 10                            | Gólpassz  | Ben Simmons 10     | Wells Fargo Center, Philadelphia, Pennsylvania Nézőszám: 18,624 Játékvezetők: James Capers, Ben Taylor, Tom Washington |
| Az Atlanta Hawks vezet, 1–0 |                                          |           |                    | Wells Fargo Center, Philadelphia, Pennsylvania Nézőszám: 18,624 Játékvezetők: James Capers, Ben Taylor, Tom Washington |

Mérkőzés 2
| 2021. június 8. 19:30 | Atlanta Hawks                            | 102–118   | Philadelphia 76ers | Wells Fargo Center, Philadelphia, Pennsylvania Nézőszám: 18,624 Játékvezetők: Scott Foster, Tony Brothers, Ken Mauer |
| 2021. június 8. 19:30 | (20–33, 35–24, 29–34, 18–27) Jegyzőkönyv |           |                    | Wells Fargo Center, Philadelphia, Pennsylvania Nézőszám: 18,624 Játékvezetők: Scott Foster, Tony Brothers, Ken Mauer |
| 2021. június 8. 19:30 | Gallinari, Young 21                      | Pont      | Joel Embiid 40     | Wells Fargo Center, Philadelphia, Pennsylvania Nézőszám: 18,624 Játékvezetők: Scott Foster, Tony Brothers, Ken Mauer |
| 2021. június 8. 19:30 | John Collins 10                          | Lepattanó | Joel Embiid 13     | Wells Fargo Center, Philadelphia, Pennsylvania Nézőszám: 18,624 Játékvezetők: Scott Foster, Tony Brothers, Ken Mauer |
| 2021. június 8. 19:30 | Trae Young 11                            | Gólpassz  | Danny Green 8      | Wells Fargo Center, Philadelphia, Pennsylvania Nézőszám: 18,624 Játékvezetők: Scott Foster, Tony Brothers, Ken Mauer |
| Döntetlen, 1–1        |                                          |           |                    | Wells Fargo Center, Philadelphia, Pennsylvania Nézőszám: 18,624 Játékvezetők: Scott Foster, Tony Brothers, Ken Mauer |

Mérkőzés 3
| 2021. június 11. 18:30          | Philadelphia 76ers                       | 127–111   | Atlanta Hawks   | State Farm Arena, Atlanta, Georgia Nézőszám: 16,432 Játékvezetők: Zach Zarba, Kevin Scott, Courtney Kirkland |
| 2021. június 11. 18:30          | (28–20, 33–36, 34–19, 32–36) Jegyzőkönyv |           |                 | State Farm Arena, Atlanta, Georgia Nézőszám: 16,432 Játékvezetők: Zach Zarba, Kevin Scott, Courtney Kirkland |
| 2021. június 11. 18:30          | Joel Embiid 27                           | Pont      | Trae Young 28   | State Farm Arena, Atlanta, Georgia Nézőszám: 16,432 Játékvezetők: Zach Zarba, Kevin Scott, Courtney Kirkland |
| 2021. június 11. 18:30          | Joel Embiid 9                            | Lepattanó | Clint Capela 16 | State Farm Arena, Atlanta, Georgia Nézőszám: 16,432 Játékvezetők: Zach Zarba, Kevin Scott, Courtney Kirkland |
| 2021. június 11. 18:30          | Joel Embiid 8                            | Gólpassz  | Trae Young 8    | State Farm Arena, Atlanta, Georgia Nézőszám: 16,432 Játékvezetők: Zach Zarba, Kevin Scott, Courtney Kirkland |
| A Philadelphia 76ers vezet, 2–1 |                                          |           |                 | State Farm Arena, Atlanta, Georgia Nézőszám: 16,432 Játékvezetők: Zach Zarba, Kevin Scott, Courtney Kirkland |

Mérkőzés 4
| 2021. június 14. 19:30 | Philadelphia 76ers                       | 100–103   | Atlanta Hawks   | State Farm Arena, Atlanta, Georgia Nézőszám: 16,502 Játékvezetők: John Goble, Josh Tiven, Curtis Blair |
| 2021. június 14. 19:30 | (28–20, 34–29, 20–31, 18–23) Jegyzőkönyv |           |                 | State Farm Arena, Atlanta, Georgia Nézőszám: 16,502 Játékvezetők: John Goble, Josh Tiven, Curtis Blair |
| 2021. június 14. 19:30 | Tobias Harris 20                         | Pont      | Trae Young 25   | State Farm Arena, Atlanta, Georgia Nézőszám: 16,502 Játékvezetők: John Goble, Josh Tiven, Curtis Blair |
| 2021. június 14. 19:30 | Joel Embiid 21                           | Lepattanó | Clint Capela 13 | State Farm Arena, Atlanta, Georgia Nézőszám: 16,502 Játékvezetők: John Goble, Josh Tiven, Curtis Blair |
| 2021. június 14. 19:30 | Ben Simmons 9                            | Gólpassz  | Trae Young 18   | State Farm Arena, Atlanta, Georgia Nézőszám: 16,502 Játékvezetők: John Goble, Josh Tiven, Curtis Blair |
| Döntetlen, 2–2         |                                          |           |                 | State Farm Arena, Atlanta, Georgia Nézőszám: 16,502 Játékvezetők: John Goble, Josh Tiven, Curtis Blair |

Mérkőzés 5
| 2021. június 16. 19:30      | Atlanta Hawks                            | 109–106   | Philadelphia 76ers | Wells Fargo Center, Philadelphia, Pennsylvania Nézőszám: 18,624 Játékvezetők: David Guthrie, Eric Lewis, Bill Kennedy |
| 2021. június 16. 19:30      | (24–38, 16–24, 29–25, 40–19) Jegyzőkönyv |           |                    | Wells Fargo Center, Philadelphia, Pennsylvania Nézőszám: 18,624 Játékvezetők: David Guthrie, Eric Lewis, Bill Kennedy |
| 2021. június 16. 19:30      | Trae Young 39                            | Pont      | Joel Embiid 37     | Wells Fargo Center, Philadelphia, Pennsylvania Nézőszám: 18,624 Játékvezetők: David Guthrie, Eric Lewis, Bill Kennedy |
| 2021. június 16. 19:30      | John Collins 11                          | Lepattanó | Joel Embiid 13     | Wells Fargo Center, Philadelphia, Pennsylvania Nézőszám: 18,624 Játékvezetők: David Guthrie, Eric Lewis, Bill Kennedy |
| 2021. június 16. 19:30      | Trae Young 7                             | Gólpassz  | Ben Simmons 9      | Wells Fargo Center, Philadelphia, Pennsylvania Nézőszám: 18,624 Játékvezetők: David Guthrie, Eric Lewis, Bill Kennedy |
| Az Atlanta Hawks vezet, 3–2 |                                          |           |                    | Wells Fargo Center, Philadelphia, Pennsylvania Nézőszám: 18,624 Játékvezetők: David Guthrie, Eric Lewis, Bill Kennedy |

Mérkőzés 6
| 2021. június 18. 19:30 | Philadelphia 76ers                       | 104–99    | Atlanta Hawks      | State Farm Arena, Atlanta, Georgia Nézőszám: 16,610 Játékvezetők: Scott Foster, Pat Fraher, James Williams |
| 2021. június 18. 19:30 | (22–29, 25–22, 33–25, 24–23) Jegyzőkönyv |           |                    | State Farm Arena, Atlanta, Georgia Nézőszám: 16,610 Játékvezetők: Scott Foster, Pat Fraher, James Williams |
| 2021. június 18. 19:30 | Curry, Harris 24                         | Pont      | Trae Young 34      | State Farm Arena, Atlanta, Georgia Nézőszám: 16,610 Játékvezetők: Scott Foster, Pat Fraher, James Williams |
| 2021. június 18. 19:30 | Joel Embiid 13                           | Lepattanó | Capela, Huerter 11 | State Farm Arena, Atlanta, Georgia Nézőszám: 16,610 Játékvezetők: Scott Foster, Pat Fraher, James Williams |
| 2021. június 18. 19:30 | Ben Simmons 5                            | Gólpassz  | Trae Young 12      | State Farm Arena, Atlanta, Georgia Nézőszám: 16,610 Játékvezetők: Scott Foster, Pat Fraher, James Williams |
| Döntetlen, 3–3         |                                          |           |                    | State Farm Arena, Atlanta, Georgia Nézőszám: 16,610 Játékvezetők: Scott Foster, Pat Fraher, James Williams |

Mérkőzés 7
| 2021. június 20. 20:00      | Atlanta Hawks                            | 103–96    | Philadelphia 76ers | Wells Fargo Center, Philadelphia, Pennsylvania Nézőszám: 18,624 Játékvezetők: James Capers, Kane Fitzgerald, Sean Wright |
| 2021. június 20. 20:00      | (25–28, 23–18, 28–25, 27–25) Jegyzőkönyv |           |                    | Wells Fargo Center, Philadelphia, Pennsylvania Nézőszám: 18,624 Játékvezetők: James Capers, Kane Fitzgerald, Sean Wright |
| 2021. június 20. 20:00      | Kevin Huerter 27                         | Pont      | Joel Embiid 31     | Wells Fargo Center, Philadelphia, Pennsylvania Nézőszám: 18,624 Játékvezetők: James Capers, Kane Fitzgerald, Sean Wright |
| 2021. június 20. 20:00      | John Collins 16                          | Lepattanó | Tobias Harris 14   | Wells Fargo Center, Philadelphia, Pennsylvania Nézőszám: 18,624 Játékvezetők: James Capers, Kane Fitzgerald, Sean Wright |
| 2021. június 20. 20:00      | Trae Young 10                            | Gólpassz  | Ben Simmons 13     | Wells Fargo Center, Philadelphia, Pennsylvania Nézőszám: 18,624 Játékvezetők: James Capers, Kane Fitzgerald, Sean Wright |
| Atlanta Hawks győzelem, 4–3 |                                          |           |                    | Wells Fargo Center, Philadelphia, Pennsylvania Nézőszám: 18,624 Játékvezetők: James Capers, Kane Fitzgerald, Sean Wright |

#### (2) Brooklyn Nets vs. (3) Milwaukee Bucks
Mérkőzés 1
| 2021. június 5. 19:30      | Milwaukee Bucks                          | 107–115   | Brooklyn Nets    | Barclays Center, Brooklyn, New York Nézőszám: 15,750 Játékvezetők: David Guthrie, Bill Kennedy, Mark Lindsay |
| 2021. június 5. 19:30      | (32―30, 29–33, 23–35, 23–17) Jegyzőkönyv |           |                  | Barclays Center, Brooklyn, New York Nézőszám: 15,750 Játékvezetők: David Guthrie, Bill Kennedy, Mark Lindsay |
| 2021. június 5. 19:30      | Jánisz Antetokúnmpo 34                   | Pont      | Kevin Durant 29  | Barclays Center, Brooklyn, New York Nézőszám: 15,750 Játékvezetők: David Guthrie, Bill Kennedy, Mark Lindsay |
| 2021. június 5. 19:30      | Khris Middleton 13                       | Lepattanó | Blake Griffin 14 | Barclays Center, Brooklyn, New York Nézőszám: 15,750 Játékvezetők: David Guthrie, Bill Kennedy, Mark Lindsay |
| 2021. június 5. 19:30      | Jrue Holiday 6                           | Gólpassz  | Kyrie Irving 8   | Barclays Center, Brooklyn, New York Nézőszám: 15,750 Játékvezetők: David Guthrie, Bill Kennedy, Mark Lindsay |
| A Brooklyn Nets vezet, 1–0 |                                          |           |                  | Barclays Center, Brooklyn, New York Nézőszám: 15,750 Játékvezetők: David Guthrie, Bill Kennedy, Mark Lindsay |

Mérkőzés 2
| 2021. június 7. 19:30      | Milwaukee Bucks                          | 86–125    | Brooklyn Nets    | Barclays Center, Brooklyn, New York Nézőszám: 15,776 Játékvezetők: Kane Fitzgerald, Pat Fraher, James Williams |
| 2021. június 7. 19:30      | (19–36, 22–29, 24–30, 21–30) Jegyzőkönyv |           |                  | Barclays Center, Brooklyn, New York Nézőszám: 15,776 Játékvezetők: Kane Fitzgerald, Pat Fraher, James Williams |
| 2021. június 7. 19:30      | Jánisz Antetokúnmpo 18                   | Pont      | Kevin Durant 32  | Barclays Center, Brooklyn, New York Nézőszám: 15,776 Játékvezetők: Kane Fitzgerald, Pat Fraher, James Williams |
| 2021. június 7. 19:30      | Jánisz Antetokúnmpo 11                   | Lepattanó | Blake Griffin 8  | Barclays Center, Brooklyn, New York Nézőszám: 15,776 Játékvezetők: Kane Fitzgerald, Pat Fraher, James Williams |
| 2021. június 7. 19:30      | Jánisz Antetokúnmpo 4                    | Gólpassz  | Durant, Irving 6 | Barclays Center, Brooklyn, New York Nézőszám: 15,776 Játékvezetők: Kane Fitzgerald, Pat Fraher, James Williams |
| A Brooklyn Nets vezet, 2–0 |                                          |           |                  | Barclays Center, Brooklyn, New York Nézőszám: 15,776 Játékvezetők: Kane Fitzgerald, Pat Fraher, James Williams |

Mérkőzés 3
| 2021. június 10. 19:30     | Brooklyn Nets                            | 83–86     | Milwaukee Bucks    | Fiserv Forum, Milwaukee, Wisconsin Nézőszám: 16,310 Játékvezetők: Marc Davis, Eric Lewis, Tyler Ford |
| 2021. június 10. 19:30     | (11–30, 31–15, 23–22, 18–19) Jegyzőkönyv |           |                    | Fiserv Forum, Milwaukee, Wisconsin Nézőszám: 16,310 Játékvezetők: Marc Davis, Eric Lewis, Tyler Ford |
| 2021. június 10. 19:30     | Kevin Durant 30                          | Pont      | Khris Middleton 35 | Fiserv Forum, Milwaukee, Wisconsin Nézőszám: 16,310 Játékvezetők: Marc Davis, Eric Lewis, Tyler Ford |
| 2021. június 10. 19:30     | Brown, Durant 11                         | Lepattanó | Khris Middleton 15 | Fiserv Forum, Milwaukee, Wisconsin Nézőszám: 16,310 Játékvezetők: Marc Davis, Eric Lewis, Tyler Ford |
| 2021. június 10. 19:30     | Jrue Holiday 5                           | Gólpassz  | Kevin Durant 5     | Fiserv Forum, Milwaukee, Wisconsin Nézőszám: 16,310 Játékvezetők: Marc Davis, Eric Lewis, Tyler Ford |
| A Brooklyn Nets vezet, 2–1 |                                          |           |                    | Fiserv Forum, Milwaukee, Wisconsin Nézőszám: 16,310 Játékvezetők: Marc Davis, Eric Lewis, Tyler Ford |

Mérkőzés 4
| 2021. június 13. 15:00 | Brooklyn Nets                            | 96–107    | Milwaukee Bucks        | Fiserv Forum, Milwaukee, Wisconsin Nézőszám: 16,310 Játékvezetők: Scott Foster, Tony Brothers, Ed Malloy |
| 2021. június 13. 15:00 | (26–23, 22–30, 21–28, 27–26) Jegyzőkönyv |           |                        | Fiserv Forum, Milwaukee, Wisconsin Nézőszám: 16,310 Játékvezetők: Scott Foster, Tony Brothers, Ed Malloy |
| 2021. június 13. 15:00 | Kevin Durant 28                          | Pont      | Jánisz Antetokúnmpo 34 | Fiserv Forum, Milwaukee, Wisconsin Nézőszám: 16,310 Játékvezetők: Scott Foster, Tony Brothers, Ed Malloy |
| 2021. június 13. 15:00 | Kevin Durant 13                          | Lepattanó | Jánisz Antetokúnmpo 12 | Fiserv Forum, Milwaukee, Wisconsin Nézőszám: 16,310 Játékvezetők: Scott Foster, Tony Brothers, Ed Malloy |
| 2021. június 13. 15:00 | Kevin Durant 5                           | Gólpassz  | Jrue Holiday 9         | Fiserv Forum, Milwaukee, Wisconsin Nézőszám: 16,310 Játékvezetők: Scott Foster, Tony Brothers, Ed Malloy |
| Döntetlen, 2–2         |                                          |           |                        | Fiserv Forum, Milwaukee, Wisconsin Nézőszám: 16,310 Játékvezetők: Scott Foster, Tony Brothers, Ed Malloy |

Mérkőzés 5
| 2021. június 15. 20:30     | Milwaukee Bucks                          | 108–114   | Brooklyn Nets   | Barclays Center, Brooklyn, New York Nézőszám: 16,067 Játékvezetők: James Capers, Ken Mauer, Ben Taylor |
| 2021. június 15. 20:30     | (29–15, 30–28, 28–38, 21–33) Jegyzőkönyv |           |                 | Barclays Center, Brooklyn, New York Nézőszám: 16,067 Játékvezetők: James Capers, Ken Mauer, Ben Taylor |
| 2021. június 15. 20:30     | Jánisz Antetokúnmpo 34                   | Pont      | Kevin Durant 49 | Barclays Center, Brooklyn, New York Nézőszám: 16,067 Játékvezetők: James Capers, Ken Mauer, Ben Taylor |
| 2021. június 15. 20:30     | Jánisz Antetokúnmpo 12                   | Lepattanó | Kevin Durant 17 | Barclays Center, Brooklyn, New York Nézőszám: 16,067 Játékvezetők: James Capers, Ken Mauer, Ben Taylor |
| 2021. június 15. 20:30     | Jrue Holiday 8                           | Gólpassz  | Kevin Durant 10 | Barclays Center, Brooklyn, New York Nézőszám: 16,067 Játékvezetők: James Capers, Ken Mauer, Ben Taylor |
| A Brooklyn Nets vezet, 3–2 |                                          |           |                 | Barclays Center, Brooklyn, New York Nézőszám: 16,067 Játékvezetők: James Capers, Ken Mauer, Ben Taylor |

Mérkőzés 6
| 2021. június 17. 20:30 | Brooklyn Nets                            | 89–104    | Milwaukee Bucks        | Fiserv Forum, Milwaukee, Wisconsin Nézőszám: 16,310 Játékvezetők: Zach Zarba, Kane Fitzgerald, Courtney Kirkland |
| 2021. június 17. 20:30 | (19–26, 29–33, 19–19, 22–26) Jegyzőkönyv |           |                        | Fiserv Forum, Milwaukee, Wisconsin Nézőszám: 16,310 Játékvezetők: Zach Zarba, Kane Fitzgerald, Courtney Kirkland |
| 2021. június 17. 20:30 | Kevin Durant 32                          | Pont      | Khris Middleton 38     | Fiserv Forum, Milwaukee, Wisconsin Nézőszám: 16,310 Játékvezetők: Zach Zarba, Kane Fitzgerald, Courtney Kirkland |
| 2021. június 17. 20:30 | Kevin Durant 11                          | Lepattanó | Jánisz Antetokúnmpo 17 | Fiserv Forum, Milwaukee, Wisconsin Nézőszám: 16,310 Játékvezetők: Zach Zarba, Kane Fitzgerald, Courtney Kirkland |
| 2021. június 17. 20:30 | James Harden 7                           | Gólpassz  | Holiday, Middleton 5   | Fiserv Forum, Milwaukee, Wisconsin Nézőszám: 16,310 Játékvezetők: Zach Zarba, Kane Fitzgerald, Courtney Kirkland |
| Döntetlen, 3–3         |                                          |           |                        | Fiserv Forum, Milwaukee, Wisconsin Nézőszám: 16,310 Játékvezetők: Zach Zarba, Kane Fitzgerald, Courtney Kirkland |

Mérkőzés 7
| 2021. június 19. 20:30        | Milwaukee Bucks                                     | 115–111 (h. u.) | Brooklyn Nets    | Barclays Center, Brooklyn, New York Nézőszám: 16,287 Játékvezetők: Marc Davis, John Goble, Josh Tiven |
| 2021. június 19. 20:30        | (25–28, 22–25, 35–28, 27–28, h.u.: 6–2) Jegyzőkönyv |                 |                  | Barclays Center, Brooklyn, New York Nézőszám: 16,287 Játékvezetők: Marc Davis, John Goble, Josh Tiven |
| 2021. június 19. 20:30        | Jánisz Antetokúnmpo 40                              | Pont            | Kevin Durant 48  | Barclays Center, Brooklyn, New York Nézőszám: 16,287 Játékvezetők: Marc Davis, John Goble, Josh Tiven |
| 2021. június 19. 20:30        | Jánisz Antetokúnmpo 13                              | Lepattanó       | Blake Griffin 11 | Barclays Center, Brooklyn, New York Nézőszám: 16,287 Játékvezetők: Marc Davis, John Goble, Josh Tiven |
| 2021. június 19. 20:30        | Jrue Holiday 8                                      | Gólpassz        | James Harden 9   | Barclays Center, Brooklyn, New York Nézőszám: 16,287 Játékvezetők: Marc Davis, John Goble, Josh Tiven |
| Milwaukee Bucks győzelem, 4–3 |                                                     |                 |                  | Barclays Center, Brooklyn, New York Nézőszám: 16,287 Játékvezetők: Marc Davis, John Goble, Josh Tiven |

### Nyugati főcsoport

#### (1) Utah Jazz vs. (4) Los Angeles Clippers
Mérkőzés 1
| 2021. június 8. 22:00  | Los Angeles Clippers                     | 109–112   | Utah Jazz           | Vivint Arena, Salt Lake City, Utah Nézőszám: 18,007 Játékvezetők: John Goble, Eric Lewis, Brian Forte |
| 2021. június 8. 22:00  | (25–18, 35–29, 19–32, 30–33) Jegyzőkönyv |           |                     | Vivint Arena, Salt Lake City, Utah Nézőszám: 18,007 Játékvezetők: John Goble, Eric Lewis, Brian Forte |
| 2021. június 8. 22:00  | Kawhi Leonard 23                         | Pont      | Donovan Mitchell 45 | Vivint Arena, Salt Lake City, Utah Nézőszám: 18,007 Játékvezetők: John Goble, Eric Lewis, Brian Forte |
| 2021. június 8. 22:00  | Paul George 10                           | Lepattanó | Rudy Gobert 12      | Vivint Arena, Salt Lake City, Utah Nézőszám: 18,007 Játékvezetők: John Goble, Eric Lewis, Brian Forte |
| 2021. június 8. 22:00  | Rajon Rondo 6                            | Gólpassz  | Joe Ingles 7        | Vivint Arena, Salt Lake City, Utah Nézőszám: 18,007 Játékvezetők: John Goble, Eric Lewis, Brian Forte |
| A Utah Jazz vezet, 1–0 |                                          |           |                     | Vivint Arena, Salt Lake City, Utah Nézőszám: 18,007 Játékvezetők: John Goble, Eric Lewis, Brian Forte |

Mérkőzés 2
| 2021. június 10. 22:00 | Los Angeles Clippers                     | 111–117   | Utah Jazz           | Vivint Arena, Salt Lake City, Utah Nézőszám: 18,007 Játékvezetők: Scott Foster, Kevin Cuttler, Tre Maddox |
| 2021. június 10. 22:00 | (29–30, 24–36, 33–27, 25–24) Jegyzőkönyv |           |                     | Vivint Arena, Salt Lake City, Utah Nézőszám: 18,007 Játékvezetők: Scott Foster, Kevin Cuttler, Tre Maddox |
| 2021. június 10. 22:00 | Reggie Jackson 29                        | Pont      | Donovan Mitchell 37 | Vivint Arena, Salt Lake City, Utah Nézőszám: 18,007 Játékvezetők: Scott Foster, Kevin Cuttler, Tre Maddox |
| 2021. június 10. 22:00 | Morris, George 10                        | Lepattanó | Rudy Gobert 20      | Vivint Arena, Salt Lake City, Utah Nézőszám: 18,007 Játékvezetők: Scott Foster, Kevin Cuttler, Tre Maddox |
| 2021. június 10. 22:00 | Paul George 6                            | Gólpassz  | Ingles, Mitchell 4  | Vivint Arena, Salt Lake City, Utah Nézőszám: 18,007 Játékvezetők: Scott Foster, Kevin Cuttler, Tre Maddox |
| A Utah Jazz vezet, 2–0 |                                          |           |                     | Vivint Arena, Salt Lake City, Utah Nézőszám: 18,007 Játékvezetők: Scott Foster, Kevin Cuttler, Tre Maddox |

Mérkőzés 3
| 2021. június 12. 20:30 | Utah Jazz                                | 106–132   | Los Angeles Clippers | Staples Center, Los Angeles, Kalifornia Nézőszám: 8,185 Játékvezetők: Kane Fitzgerald, James Williams, Michael Smith |
| 2021. június 12. 20:30 | (23–27, 26–37, 34–30, 23–38) Jegyzőkönyv |           |                      | Staples Center, Los Angeles, Kalifornia Nézőszám: 8,185 Játékvezetők: Kane Fitzgerald, James Williams, Michael Smith |
| 2021. június 12. 20:30 | Donovan Mitchell 30                      | Pont      | Kawhi Leonard 34     | Staples Center, Los Angeles, Kalifornia Nézőszám: 8,185 Játékvezetők: Kane Fitzgerald, James Williams, Michael Smith |
| 2021. június 12. 20:30 | Rudy Gobert 10                           | Lepattanó | Kawhi Leonard 12     | Staples Center, Los Angeles, Kalifornia Nézőszám: 8,185 Játékvezetők: Kane Fitzgerald, James Williams, Michael Smith |
| 2021. június 12. 20:30 | Donovan Mitchell 4                       | Gólpassz  | George, Leonard 5    | Staples Center, Los Angeles, Kalifornia Nézőszám: 8,185 Játékvezetők: Kane Fitzgerald, James Williams, Michael Smith |
| A Utah Jazz vezet, 2–1 |                                          |           |                      | Staples Center, Los Angeles, Kalifornia Nézőszám: 8,185 Játékvezetők: Kane Fitzgerald, James Williams, Michael Smith |

Mérkőzés 4
| 2021. június 14. 22:00 | Utah Jazz                                | 104–118   | Los Angeles Clippers | Staples Center, Los Angeles, Kalifornia Nézőszám: 8,474 Játékvezetők: Zach Zarba, Sean Wright, Sean Corbin |
| 2021. június 14. 22:00 | (13–30, 31–38, 29–26, 31–24) Jegyzőkönyv |           |                      | Staples Center, Los Angeles, Kalifornia Nézőszám: 8,474 Játékvezetők: Zach Zarba, Sean Wright, Sean Corbin |
| 2021. június 14. 22:00 | Donovan Mitchell 37                      | Pont      | Leonard, George 31   | Staples Center, Los Angeles, Kalifornia Nézőszám: 8,474 Játékvezetők: Zach Zarba, Sean Wright, Sean Corbin |
| 2021. június 14. 22:00 | O’Neale, Gobert 8                        | Lepattanó | Paul George 9        | Staples Center, Los Angeles, Kalifornia Nézőszám: 8,474 Játékvezetők: Zach Zarba, Sean Wright, Sean Corbin |
| 2021. június 14. 22:00 | Bogdanović, Mitchell 5                   | Gólpassz  | Batum, George 4      | Staples Center, Los Angeles, Kalifornia Nézőszám: 8,474 Játékvezetők: Zach Zarba, Sean Wright, Sean Corbin |
| Döntetlen, 2–2         |                                          |           |                      | Staples Center, Los Angeles, Kalifornia Nézőszám: 8,474 Játékvezetők: Zach Zarba, Sean Wright, Sean Corbin |

Mérkőzés 5
| 2021. június 16. 22:00            | Los Angeles Clippers                     | 119–111   | Utah Jazz           | Vivint Arena, Salt Lake City, Utah Nézőszám: 18,007 Játékvezetők: John Goble, Josh Tiven, Curtis Blair |
| 2021. június 16. 22:00            | (36–37, 24–28, 32–18, 27–28) Jegyzőkönyv |           |                     | Vivint Arena, Salt Lake City, Utah Nézőszám: 18,007 Játékvezetők: John Goble, Josh Tiven, Curtis Blair |
| 2021. június 16. 22:00            | Paul George 37                           | Pont      | Bojan Bogdanović 32 | Vivint Arena, Salt Lake City, Utah Nézőszám: 18,007 Játékvezetők: John Goble, Josh Tiven, Curtis Blair |
| 2021. június 16. 22:00            | Paul George 16                           | Lepattanó | Rudy Gobert 10      | Vivint Arena, Salt Lake City, Utah Nézőszám: 18,007 Játékvezetők: John Goble, Josh Tiven, Curtis Blair |
| 2021. június 16. 22:00            | Paul George 5                            | Gólpassz  | Joe Ingles 6        | Vivint Arena, Salt Lake City, Utah Nézőszám: 18,007 Játékvezetők: John Goble, Josh Tiven, Curtis Blair |
| A Los Angeles Clippers vezet, 3–2 |                                          |           |                     | Vivint Arena, Salt Lake City, Utah Nézőszám: 18,007 Játékvezetők: John Goble, Josh Tiven, Curtis Blair |

Mérkőzés 6
| 2021. június 18. 22:00             | Utah Jazz                                | 119–131   | Los Angeles Clippers | Staples Center, Los Angeles, Kalifornia Nézőszám: 17,105 Játékvezetők: James Capers, Eric Lewis, Kevin Scott |
| 2021. június 18. 22:00             | (33–31, 39–19, 22–41, 25–40) Jegyzőkönyv |           |                      | Staples Center, Los Angeles, Kalifornia Nézőszám: 17,105 Játékvezetők: James Capers, Eric Lewis, Kevin Scott |
| 2021. június 18. 22:00             | Donovan Mitchell 39                      | Pont      | Terance Mann 39      | Staples Center, Los Angeles, Kalifornia Nézőszám: 17,105 Játékvezetők: James Capers, Eric Lewis, Kevin Scott |
| 2021. június 18. 22:00             | Gobert, O’Neale 10                       | Lepattanó | Paul George 9        | Staples Center, Los Angeles, Kalifornia Nézőszám: 17,105 Játékvezetők: James Capers, Eric Lewis, Kevin Scott |
| 2021. június 18. 22:00             | Donovan Mitchell 9                       | Gólpassz  | Reggie Jackson 10    | Staples Center, Los Angeles, Kalifornia Nézőszám: 17,105 Játékvezetők: James Capers, Eric Lewis, Kevin Scott |
| Los Angeles Clippers győzelem, 4–2 |                                          |           |                      | Staples Center, Los Angeles, Kalifornia Nézőszám: 17,105 Játékvezetők: James Capers, Eric Lewis, Kevin Scott |

#### (2) Phoenix Suns vs. (3) Denver Nuggets
Mérkőzés 1
| 2021. június 7. 22:00     | Denver Nuggets                           | 105–122   | Phoenix Suns     | [[Phoenix Suns Arena]], Phoenix, Arizona Nézőszám: 16,219 Játékvezetők: Marc Davis, Courtney Kirkland, Kevin Scott |
| 2021. június 7. 22:00     | (28–28, 30–29, 21–31, 26–34) Jegyzőkönyv |           |                  | [[Phoenix Suns Arena]], Phoenix, Arizona Nézőszám: 16,219 Játékvezetők: Marc Davis, Courtney Kirkland, Kevin Scott |
| 2021. június 7. 22:00     | Nikola Jokić 22                          | Pont      | Mikal Bridges 23 | [[Phoenix Suns Arena]], Phoenix, Arizona Nézőszám: 16,219 Játékvezetők: Marc Davis, Courtney Kirkland, Kevin Scott |
| 2021. június 7. 22:00     | JaMychal Green 11                        | Lepattanó | Deandre Ayton 10 | [[Phoenix Suns Arena]], Phoenix, Arizona Nézőszám: 16,219 Játékvezetők: Marc Davis, Courtney Kirkland, Kevin Scott |
| 2021. június 7. 22:00     | Campazzo, Morris 6                       | Gólpassz  | Chris Paul 11    | [[Phoenix Suns Arena]], Phoenix, Arizona Nézőszám: 16,219 Játékvezetők: Marc Davis, Courtney Kirkland, Kevin Scott |
| A Phoenix Suns vezet, 1–0 |                                          |           |                  | [[Phoenix Suns Arena]], Phoenix, Arizona Nézőszám: 16,219 Játékvezetők: Marc Davis, Courtney Kirkland, Kevin Scott |

Mérkőzés 2
| 2021. június 9. 21:30     | Denver Nuggets                           | 98–123    | Phoenix Suns     | [[Phoenix Suns Arena]], Phoenix, Arizona Nézőszám: 16,529 Játékvezetők: Zach Zarba, Josh Tiven, Bill Kennedy |
| 2021. június 9. 21:30     | (21–25, 21–27, 25–34, 31–37) Jegyzőkönyv |           |                  | [[Phoenix Suns Arena]], Phoenix, Arizona Nézőszám: 16,529 Játékvezetők: Zach Zarba, Josh Tiven, Bill Kennedy |
| 2021. június 9. 21:30     | Nikola Jokić 24                          | Pont      | Devin Booker 18  | [[Phoenix Suns Arena]], Phoenix, Arizona Nézőszám: 16,529 Játékvezetők: Zach Zarba, Josh Tiven, Bill Kennedy |
| 2021. június 9. 21:30     | Nikola Jokić 13                          | Lepattanó | Ayton, Booker 10 | [[Phoenix Suns Arena]], Phoenix, Arizona Nézőszám: 16,529 Játékvezetők: Zach Zarba, Josh Tiven, Bill Kennedy |
| 2021. június 9. 21:30     | Nikola Jokić 6                           | Gólpassz  | Chris Paul 15    | [[Phoenix Suns Arena]], Phoenix, Arizona Nézőszám: 16,529 Játékvezetők: Zach Zarba, Josh Tiven, Bill Kennedy |
| A Phoenix Suns vezet, 2–0 |                                          |           |                  | [[Phoenix Suns Arena]], Phoenix, Arizona Nézőszám: 16,529 Játékvezetők: Zach Zarba, Josh Tiven, Bill Kennedy |

Mérkőzés 3
| 2021. június 11. 22:00    | Phoenix Suns                             | 116–102   | Denver Nuggets  | Ball Arena, Denver, Colorado Nézőszám: 18,277 Játékvezetők: James Capers, Sean Wright, Ben Taylor |
| 2021. június 11. 22:00    | (37–27, 22–28, 31–21, 26–26) Jegyzőkönyv |           |                 | Ball Arena, Denver, Colorado Nézőszám: 18,277 Játékvezetők: James Capers, Sean Wright, Ben Taylor |
| 2021. június 11. 22:00    | Chris Paul 8                             | Pont      | Nikola Jokić 32 | Ball Arena, Denver, Colorado Nézőszám: 18,277 Játékvezetők: James Capers, Sean Wright, Ben Taylor |
| 2021. június 11. 22:00    | Deandre Ayton 15                         | Lepattanó | Nikola Jokić 20 | Ball Arena, Denver, Colorado Nézőszám: 18,277 Játékvezetők: James Capers, Sean Wright, Ben Taylor |
| 2021. június 11. 22:00    | Devin Booker 28                          | Gólpassz  | Nikola Jokić 10 | Ball Arena, Denver, Colorado Nézőszám: 18,277 Játékvezetők: James Capers, Sean Wright, Ben Taylor |
| A Phoenix Suns vezet, 3–0 |                                          |           |                 | Ball Arena, Denver, Colorado Nézőszám: 18,277 Játékvezetők: James Capers, Sean Wright, Ben Taylor |

Mérkőzés 4
| 2021. június 13. 20:00     | Phoenix Suns                             | 125–118   | Denver Nuggets  | Ball Arena, Denver, Colorado Nézőszám: 18,290 Játékvezetők: David Guthrie, Pat Fraher, Rodney Mott |
| 2021. június 13. 20:00     | (28–22, 35–33, 33–28, 29–35) Jegyzőkönyv |           |                 | Ball Arena, Denver, Colorado Nézőszám: 18,290 Játékvezetők: David Guthrie, Pat Fraher, Rodney Mott |
| 2021. június 13. 20:00     | Chris Paul 37                            | Pont      | Will Barton 25  | Ball Arena, Denver, Colorado Nézőszám: 18,290 Játékvezetők: David Guthrie, Pat Fraher, Rodney Mott |
| 2021. június 13. 20:00     | Devin Booker 11                          | Lepattanó | Nikola Jokić 11 | Ball Arena, Denver, Colorado Nézőszám: 18,290 Játékvezetők: David Guthrie, Pat Fraher, Rodney Mott |
| 2021. június 13. 20:00     | Chris Paul 7                             | Gólpassz  | Monté Morris 6  | Ball Arena, Denver, Colorado Nézőszám: 18,290 Játékvezetők: David Guthrie, Pat Fraher, Rodney Mott |
| Phoenix Suns győzelem, 4–0 |                                          |           |                 | Ball Arena, Denver, Colorado Nézőszám: 18,290 Játékvezetők: David Guthrie, Pat Fraher, Rodney Mott |

## Főcsoportdöntők
Minden dátum EDT (UTC–04:00) időzóna alapján van feltüntetve.

### Keleti főcsoport

#### (3) Milwaukee Bucks vs. (5) Atlanta Hawks
Mérkőzés 1
| 2021. június 23. 20:30      | Atlanta Hawks                            | 116–113   | Milwaukee Bucks        | Fiserv Forum, Milwaukee, Wisconsin Nézőszám: 16,310 Játékvezetők: Zach Zarba, Eric Lewis, Tyler Ford |
| 2021. június 23. 20:30      | (25–28, 29–31, 34–26, 28–28) Jegyzőkönyv |           |                        | Fiserv Forum, Milwaukee, Wisconsin Nézőszám: 16,310 Játékvezetők: Zach Zarba, Eric Lewis, Tyler Ford |
| 2021. június 23. 20:30      | Trae Young 48                            | Pont      | Jánisz Antetokúnmpo 34 | Fiserv Forum, Milwaukee, Wisconsin Nézőszám: 16,310 Játékvezetők: Zach Zarba, Eric Lewis, Tyler Ford |
| 2021. június 23. 20:30      | Clint Capela 19                          | Lepattanó | Jánisz Antetokúnmpo 12 | Fiserv Forum, Milwaukee, Wisconsin Nézőszám: 16,310 Játékvezetők: Zach Zarba, Eric Lewis, Tyler Ford |
| 2021. június 23. 20:30      | Trae Young 11                            | Gólpassz  | Jrue Holiday 10        | Fiserv Forum, Milwaukee, Wisconsin Nézőszám: 16,310 Játékvezetők: Zach Zarba, Eric Lewis, Tyler Ford |
| Az Atlanta Hawks vezet, 1–0 |                                          |           |                        | Fiserv Forum, Milwaukee, Wisconsin Nézőszám: 16,310 Játékvezetők: Zach Zarba, Eric Lewis, Tyler Ford |

Mérkőzés 2
| 2021. június 25. 20:30 | Atlanta Hawks                            | 91–125    | Milwaukee Bucks        | Fiserv Forum, Milwaukee, Wisconsin Nézőszám: 16,422 Játékvezetők: Scott Foster, Pat Fraher, Courtney Kirkland |
| 2021. június 25. 20:30 | (28–34, 17–43, 18–26, 28–22) Jegyzőkönyv |           |                        | Fiserv Forum, Milwaukee, Wisconsin Nézőszám: 16,422 Játékvezetők: Scott Foster, Pat Fraher, Courtney Kirkland |
| 2021. június 25. 20:30 | Trae Young 15                            | Pont      | Jánisz Antetokúnmpo 25 | Fiserv Forum, Milwaukee, Wisconsin Nézőszám: 16,422 Játékvezetők: Scott Foster, Pat Fraher, Courtney Kirkland |
| 2021. június 25. 20:30 | Capela, Collins 8                        | Lepattanó | Jánisz Antetokúnmpo 9  | Fiserv Forum, Milwaukee, Wisconsin Nézőszám: 16,422 Játékvezetők: Scott Foster, Pat Fraher, Courtney Kirkland |
| 2021. június 25. 20:30 | Bogdan Bogdanović 4                      | Gólpassz  | Khris Middleton 8      | Fiserv Forum, Milwaukee, Wisconsin Nézőszám: 16,422 Játékvezetők: Scott Foster, Pat Fraher, Courtney Kirkland |
| Döntetlen, 1–1         |                                          |           |                        | Fiserv Forum, Milwaukee, Wisconsin Nézőszám: 16,422 Játékvezetők: Scott Foster, Pat Fraher, Courtney Kirkland |

Mérkőzés 3
| 2021. június 27. 20:30       | Milwaukee Bucks                          | 113–102   | Atlanta Hawks   | State Farm Arena, Atlanta, Georgia Nézőszám: 16,650 Játékvezetők: Marc Davis, Sean Wright, Kevin Scott |
| 2021. június 27. 20:30       | (27–32, 29–24, 27–29, 30–17) Jegyzőkönyv |           |                 | State Farm Arena, Atlanta, Georgia Nézőszám: 16,650 Játékvezetők: Marc Davis, Sean Wright, Kevin Scott |
| 2021. június 27. 20:30       | Khris Middleton 38                       | Pont      | Trae Young 35   | State Farm Arena, Atlanta, Georgia Nézőszám: 16,650 Játékvezetők: Marc Davis, Sean Wright, Kevin Scott |
| 2021. június 27. 20:30       | Antetokúnmpo, Middleton 11               | Lepattanó | Clint Capela 11 | State Farm Arena, Atlanta, Georgia Nézőszám: 16,650 Játékvezetők: Marc Davis, Sean Wright, Kevin Scott |
| 2021. június 27. 20:30       | Jrue Holiday 12                          | Gólpassz  | Kevin Huerter 7 | State Farm Arena, Atlanta, Georgia Nézőszám: 16,650 Játékvezetők: Marc Davis, Sean Wright, Kevin Scott |
| A Milwaukee Bucks vezet, 2–1 |                                          |           |                 | State Farm Arena, Atlanta, Georgia Nézőszám: 16,650 Játékvezetők: Marc Davis, Sean Wright, Kevin Scott |

Mérkőzés 4
| 2021. június 29. 20:30 | Milwaukee Bucks                          | 88–110    | Atlanta Hawks     | State Farm Arena, Atlanta, Georgia Nézőszám: 16,478 Játékvezetők: James Capers, Josh Tiven, Tom Washington |
| 2021. június 29. 20:30 | (22–25, 16–26, 24–36, 26–23) Jegyzőkönyv |           |                   | State Farm Arena, Atlanta, Georgia Nézőszám: 16,478 Játékvezetők: James Capers, Josh Tiven, Tom Washington |
| 2021. június 29. 20:30 | Jrue Holiday 19                          | Pont      | Lou Williams 21   | State Farm Arena, Atlanta, Georgia Nézőszám: 16,478 Játékvezetők: James Capers, Josh Tiven, Tom Washington |
| 2021. június 29. 20:30 | Antetokúnmpo, Middleton 8                | Lepattanó | Capela, Collins 7 | State Farm Arena, Atlanta, Georgia Nézőszám: 16,478 Játékvezetők: James Capers, Josh Tiven, Tom Washington |
| 2021. június 29. 20:30 | Jrue Holiday 9                           | Gólpassz  | Lou Williams 8    | State Farm Arena, Atlanta, Georgia Nézőszám: 16,478 Játékvezetők: James Capers, Josh Tiven, Tom Washington |
| Döntetlen, 2–2         |                                          |           |                   | State Farm Arena, Atlanta, Georgia Nézőszám: 16,478 Játékvezetők: James Capers, Josh Tiven, Tom Washington |

Mérkőzés 5
| 2021. július 1. 20:30        | Atlanta Hawks                            | 112–123   | Milwaukee Bucks    | Fiserv Forum, Milwaukee, Wisconsin Nézőszám: 16,389 Játékvezetők: David Guthrie, Tony Brothers, James Williams |
| 2021. július 1. 20:30        | (22–36, 34–29, 22–26, 34–32) Jegyzőkönyv |           |                    | Fiserv Forum, Milwaukee, Wisconsin Nézőszám: 16,389 Játékvezetők: David Guthrie, Tony Brothers, James Williams |
| 2021. július 1. 20:30        | Bogdan Bogdanović 28                     | Pont      | Brook Lopez 33     | Fiserv Forum, Milwaukee, Wisconsin Nézőszám: 16,389 Játékvezetők: David Guthrie, Tony Brothers, James Williams |
| 2021. július 1. 20:30        | Capela, Collins 8 each                   | Lepattanó | Khris Middleton 13 | Fiserv Forum, Milwaukee, Wisconsin Nézőszám: 16,389 Játékvezetők: David Guthrie, Tony Brothers, James Williams |
| 2021. július 1. 20:30        | Kevin Huerter 7                          | Gólpassz  | Jrue Holiday 13    | Fiserv Forum, Milwaukee, Wisconsin Nézőszám: 16,389 Játékvezetők: David Guthrie, Tony Brothers, James Williams |
| A Milwaukee Bucks vezet, 3–2 |                                          |           |                    | Fiserv Forum, Milwaukee, Wisconsin Nézőszám: 16,389 Játékvezetők: David Guthrie, Tony Brothers, James Williams |

Mérkőzés 6
| 2021. július 3. 20:30         | Milwaukee Bucks                          | 118–107   | Atlanta Hawks   | State Farm Arena, Atlanta, Georgia Nézőszám: 16,620 Játékvezetők: Zach Zarba, Eric Lewis, Sean Wright |
| 2021. július 3. 20:30         | (28–24, 19–19, 44–29, 27–35) Jegyzőkönyv |           |                 | State Farm Arena, Atlanta, Georgia Nézőszám: 16,620 Játékvezetők: Zach Zarba, Eric Lewis, Sean Wright |
| 2021. július 3. 20:30         | Khris Middleton 32                       | Pont      | Cam Reddish 21  | State Farm Arena, Atlanta, Georgia Nézőszám: 16,620 Játékvezetők: Zach Zarba, Eric Lewis, Sean Wright |
| 2021. július 3. 20:30         | Holiday, Portis 9                        | Lepattanó | John Collins 11 | State Farm Arena, Atlanta, Georgia Nézőszám: 16,620 Játékvezetők: Zach Zarba, Eric Lewis, Sean Wright |
| 2021. július 3. 20:30         | Jrue Holiday 9                           | Gólpassz  | Trae Young 9    | State Farm Arena, Atlanta, Georgia Nézőszám: 16,620 Játékvezetők: Zach Zarba, Eric Lewis, Sean Wright |
| Milwaukee Bucks győzelem, 4–2 |                                          |           |                 | State Farm Arena, Atlanta, Georgia Nézőszám: 16,620 Játékvezetők: Zach Zarba, Eric Lewis, Sean Wright |

### Nyugati főcsoport

#### (2) Phoenix Suns vs. (4) Los Angeles Clippers
Mérkőzés 1
| 2021. június 20. 15:30    | Los Angeles Clippers                     | 114–120   | Phoenix Suns    | [[Phoenix Suns Arena]], Phoenix, Arizona Nézőszám: 16,583 Játékvezetők: David Guthrie, Tony Brothers, Ben Taylor |
| 2021. június 20. 15:30    | (21–21, 33–36, 39–36, 21–27) Jegyzőkönyv |           |                 | [[Phoenix Suns Arena]], Phoenix, Arizona Nézőszám: 16,583 Játékvezetők: David Guthrie, Tony Brothers, Ben Taylor |
| 2021. június 20. 15:30    | Paul George 34                           | Pont      | Devin Booker 40 | [[Phoenix Suns Arena]], Phoenix, Arizona Nézőszám: 16,583 Játékvezetők: David Guthrie, Tony Brothers, Ben Taylor |
| 2021. június 20. 15:30    | Nicolas Batum 10                         | Lepattanó | Devin Booker 13 | [[Phoenix Suns Arena]], Phoenix, Arizona Nézőszám: 16,583 Játékvezetők: David Guthrie, Tony Brothers, Ben Taylor |
| 2021. június 20. 15:30    | Rajon Rondo 7                            | Gólpassz  | Devin Booker 11 | [[Phoenix Suns Arena]], Phoenix, Arizona Nézőszám: 16,583 Játékvezetők: David Guthrie, Tony Brothers, Ben Taylor |
| A Phoenix Suns vezet, 1–0 |                                          |           |                 | [[Phoenix Suns Arena]], Phoenix, Arizona Nézőszám: 16,583 Játékvezetők: David Guthrie, Tony Brothers, Ben Taylor |

Mérkőzés 2
| 2021. június 22. 21:00    | Los Angeles Clippers                     | 103–104   | Phoenix Suns     | [[Phoenix Suns Arena]], Phoenix, Arizona Nézőszám: 16,645 Játékvezetők: Scott Foster, Kane Fitzgerald, Curtis Blair |
| 2021. június 22. 21:00    | (22–25, 25–23, 24–27, 32–29) Jegyzőkönyv |           |                  | [[Phoenix Suns Arena]], Phoenix, Arizona Nézőszám: 16,645 Játékvezetők: Scott Foster, Kane Fitzgerald, Curtis Blair |
| 2021. június 22. 21:00    | Paul George 26                           | Pont      | Cameron Payne 29 | [[Phoenix Suns Arena]], Phoenix, Arizona Nézőszám: 16,645 Játékvezetők: Scott Foster, Kane Fitzgerald, Curtis Blair |
| 2021. június 22. 21:00    | Ivica Zubac 11                           | Lepattanó | Deandre Ayton 14 | [[Phoenix Suns Arena]], Phoenix, Arizona Nézőszám: 16,645 Játékvezetők: Scott Foster, Kane Fitzgerald, Curtis Blair |
| 2021. június 22. 21:00    | Paul George 6                            | Gólpassz  | Cameron Payne 9  | [[Phoenix Suns Arena]], Phoenix, Arizona Nézőszám: 16,645 Játékvezetők: Scott Foster, Kane Fitzgerald, Curtis Blair |
| A Phoenix Suns vezet, 2–0 |                                          |           |                  | [[Phoenix Suns Arena]], Phoenix, Arizona Nézőszám: 16,645 Játékvezetők: Scott Foster, Kane Fitzgerald, Curtis Blair |

Mérkőzés 3
| 2021. június 24. 21:00    | Phoenix Suns                             | 92–106    | Los Angeles Clippers | Staples Center, Los Angeles, Kalifornia Nézőszám: 17,222 Játékvezetők: Marc Davis, John Goble, James Williams |
| 2021. június 24. 21:00    | (21–29, 27–17, 21–34, 23–26) Jegyzőkönyv |           |                      | Staples Center, Los Angeles, Kalifornia Nézőszám: 17,222 Játékvezetők: Marc Davis, John Goble, James Williams |
| 2021. június 24. 21:00    | Deandre Ayton 18                         | Pont      | Paul George 27       | Staples Center, Los Angeles, Kalifornia Nézőszám: 17,222 Játékvezetők: Marc Davis, John Goble, James Williams |
| 2021. június 24. 21:00    | Deandre Ayton 9                          | Lepattanó | Ivica Zubac 16       | Staples Center, Los Angeles, Kalifornia Nézőszám: 17,222 Játékvezetők: Marc Davis, John Goble, James Williams |
| 2021. június 24. 21:00    | Chris Paul 12                            | Gólpassz  | Paul George 8        | Staples Center, Los Angeles, Kalifornia Nézőszám: 17,222 Játékvezetők: Marc Davis, John Goble, James Williams |
| A Phoenix Suns vezet, 2–1 |                                          |           |                      | Staples Center, Los Angeles, Kalifornia Nézőszám: 17,222 Játékvezetők: Marc Davis, John Goble, James Williams |

Mérkőzés 4
| 2021. június 26. 21:00    | Phoenix Suns                             | 84–80     | Los Angeles Clippers | Staples Center, Los Angeles, Kalifornia Nézőszám: 18,222 Játékvezetők: Zach Zarba, Eric Lewis, Ken Mauer |
| 2021. június 26. 21:00    | (29–20, 21–16, 19–30, 15–14) Jegyzőkönyv |           |                      | Staples Center, Los Angeles, Kalifornia Nézőszám: 18,222 Játékvezetők: Zach Zarba, Eric Lewis, Ken Mauer |
| 2021. június 26. 21:00    | Devin Booker 25                          | Pont      | Paul George 23       | Staples Center, Los Angeles, Kalifornia Nézőszám: 18,222 Játékvezetők: Zach Zarba, Eric Lewis, Ken Mauer |
| 2021. június 26. 21:00    | Deandre Ayton 22                         | Lepattanó | Paul George 16       | Staples Center, Los Angeles, Kalifornia Nézőszám: 18,222 Játékvezetők: Zach Zarba, Eric Lewis, Ken Mauer |
| 2021. június 26. 21:00    | Chris Paul 7                             | Gólpassz  | Paul George 6        | Staples Center, Los Angeles, Kalifornia Nézőszám: 18,222 Játékvezetők: Zach Zarba, Eric Lewis, Ken Mauer |
| A Phoenix Suns vezet, 3–1 |                                          |           |                      | Staples Center, Los Angeles, Kalifornia Nézőszám: 18,222 Játékvezetők: Zach Zarba, Eric Lewis, Ken Mauer |

Mérkőzés 5
| 2021. június 28. 21:00    | Los Angeles Clippers                     | 116–102   | Phoenix Suns     | [[Phoenix Suns Arena]], Phoenix, Arizona Nézőszám: 16,664 Játékvezetők: David Guthrie, Pat Fraher, Courtney Kirkland |
| 2021. június 28. 21:00    | (36–26, 23–26, 32–26, 25–24) Jegyzőkönyv |           |                  | [[Phoenix Suns Arena]], Phoenix, Arizona Nézőszám: 16,664 Játékvezetők: David Guthrie, Pat Fraher, Courtney Kirkland |
| 2021. június 28. 21:00    | Paul George 41                           | Pont      | Devin Booker 31  | [[Phoenix Suns Arena]], Phoenix, Arizona Nézőszám: 16,664 Játékvezetők: David Guthrie, Pat Fraher, Courtney Kirkland |
| 2021. június 28. 21:00    | Paul George 13                           | Lepattanó | Deandre Ayton 11 | [[Phoenix Suns Arena]], Phoenix, Arizona Nézőszám: 16,664 Játékvezetők: David Guthrie, Pat Fraher, Courtney Kirkland |
| 2021. június 28. 21:00    | Paul George 6                            | Gólpassz  | Chris Paul 8     | [[Phoenix Suns Arena]], Phoenix, Arizona Nézőszám: 16,664 Játékvezetők: David Guthrie, Pat Fraher, Courtney Kirkland |
| A Phoenix Suns vezet, 3–2 |                                          |           |                  | [[Phoenix Suns Arena]], Phoenix, Arizona Nézőszám: 16,664 Játékvezetők: David Guthrie, Pat Fraher, Courtney Kirkland |

Mérkőzés 6
| 2021. június 30. 21:00     | Phoenix Suns                             | 130–103   | Los Angeles Clippers | Staples Center, Los Angeles, Kalifornia Nézőszám: 18,495 Játékvezetők: Marc Davis, John Goble, Sean Wright |
| 2021. június 30. 21:00     | (33–29, 33–28, 31–26, 33–20) Jegyzőkönyv |           |                      | Staples Center, Los Angeles, Kalifornia Nézőszám: 18,495 Játékvezetők: Marc Davis, John Goble, Sean Wright |
| 2021. június 30. 21:00     | Chris Paul 41                            | Pont      | Marcus Morris 26     | Staples Center, Los Angeles, Kalifornia Nézőszám: 18,495 Játékvezetők: Marc Davis, John Goble, Sean Wright |
| 2021. június 30. 21:00     | Deandre Ayton 17                         | Lepattanó | George, Morris 9     | Staples Center, Los Angeles, Kalifornia Nézőszám: 18,495 Játékvezetők: Marc Davis, John Goble, Sean Wright |
| 2021. június 30. 21:00     | Chris Paul 8                             | Gólpassz  | Reggie Jackson 8     | Staples Center, Los Angeles, Kalifornia Nézőszám: 18,495 Játékvezetők: Marc Davis, John Goble, Sean Wright |
| Phoenix Suns győzelem, 4–2 |                                          |           |                      | Staples Center, Los Angeles, Kalifornia Nézőszám: 18,495 Játékvezetők: Marc Davis, John Goble, Sean Wright |

## Döntő: (W2) Phoenix Suns vs. (E3) Milwaukee Bucks
2021. július 18-i adatok alapján. Minden dátum EDT (UTC–04:00) időzóna alapján van feltüntetve.
Mérkőzés 1
| 2021. július 6. 21:00     | Milwaukee Bucks                          | 105–118   | Phoenix Suns     | [[Phoenix Suns Arena]], Phoenix, Arizona Nézőszám: 16,557 Játékvezetők: Marc Davis, Josh Tiven, Pat Fraher |
| 2021. július 6. 21:00     | (26–30, 23–27, 27–35, 29–26) Jegyzőkönyv |           |                  | [[Phoenix Suns Arena]], Phoenix, Arizona Nézőszám: 16,557 Játékvezetők: Marc Davis, Josh Tiven, Pat Fraher |
| 2021. július 6. 21:00     | Khris Middleton 29                       | Pont      | Chris Paul 32    | [[Phoenix Suns Arena]], Phoenix, Arizona Nézőszám: 16,557 Játékvezetők: Marc Davis, Josh Tiven, Pat Fraher |
| 2021. július 6. 21:00     | Jánisz Antetokúnmpo 17                   | Lepattanó | Deandre Ayton 19 | [[Phoenix Suns Arena]], Phoenix, Arizona Nézőszám: 16,557 Játékvezetők: Marc Davis, Josh Tiven, Pat Fraher |
| 2021. július 6. 21:00     | Jrue Holiday 9                           | Gólpassz  | Chris Paul 9     | [[Phoenix Suns Arena]], Phoenix, Arizona Nézőszám: 16,557 Játékvezetők: Marc Davis, Josh Tiven, Pat Fraher |
| A Phoenix Suns vezet, 1–0 |                                          |           |                  | [[Phoenix Suns Arena]], Phoenix, Arizona Nézőszám: 16,557 Játékvezetők: Marc Davis, Josh Tiven, Pat Fraher |

Mérkőzés 2
| 2021. július 8. 21:00     | Milwaukee Bucks                          | 108–118   | Phoenix Suns     | [[Phoenix Suns Arena]], Phoenix, Arizona Nézőszám: 16,583 Játékvezetők: Zach Zarba, Tony Brothers, Sean Wright |
| 2021. július 8. 21:00     | (29–26, 16–30, 33–32, 30–30) Jegyzőkönyv |           |                  | [[Phoenix Suns Arena]], Phoenix, Arizona Nézőszám: 16,583 Játékvezetők: Zach Zarba, Tony Brothers, Sean Wright |
| 2021. július 8. 21:00     | Jánisz Antetokúnmpo 42                   | Pont      | Devin Booker 31  | [[Phoenix Suns Arena]], Phoenix, Arizona Nézőszám: 16,583 Játékvezetők: Zach Zarba, Tony Brothers, Sean Wright |
| 2021. július 8. 21:00     | Jánisz Antetokúnmpo 12                   | Lepattanó | Deandre Ayton 11 | [[Phoenix Suns Arena]], Phoenix, Arizona Nézőszám: 16,583 Játékvezetők: Zach Zarba, Tony Brothers, Sean Wright |
| 2021. július 8. 21:00     | Khris Middleton 8                        | Gólpassz  | Chris Paul 8     | [[Phoenix Suns Arena]], Phoenix, Arizona Nézőszám: 16,583 Játékvezetők: Zach Zarba, Tony Brothers, Sean Wright |
| A Phoenix Suns vezet, 2–0 |                                          |           |                  | [[Phoenix Suns Arena]], Phoenix, Arizona Nézőszám: 16,583 Játékvezetők: Zach Zarba, Tony Brothers, Sean Wright |

Mérkőzés 3
| 2021. július 11. 20:00    | Phoenix Suns                             | 100–120   | Milwaukee Bucks        | Fiserv Forum, Milwaukee, Wisconsin Nézőszám: 16,637 Játékvezetők: Scott Foster, Eric Lewis, James Williams |
| 2021. július 11. 20:00    | (28–25, 17–35, 31–38, 24–22) Jegyzőkönyv |           |                        | Fiserv Forum, Milwaukee, Wisconsin Nézőszám: 16,637 Játékvezetők: Scott Foster, Eric Lewis, James Williams |
| 2021. július 11. 20:00    | Chris Paul 19                            | Pont      | Jánisz Antetokúnmpo 41 | Fiserv Forum, Milwaukee, Wisconsin Nézőszám: 16,637 Játékvezetők: Scott Foster, Eric Lewis, James Williams |
| 2021. július 11. 20:00    | Deandre Ayton 9                          | Lepattanó | Jánisz Antetokúnmpo 13 | Fiserv Forum, Milwaukee, Wisconsin Nézőszám: 16,637 Játékvezetők: Scott Foster, Eric Lewis, James Williams |
| 2021. július 11. 20:00    | Chris Paul 9                             | Gólpassz  | Jrue Holiday 9         | Fiserv Forum, Milwaukee, Wisconsin Nézőszám: 16,637 Játékvezetők: Scott Foster, Eric Lewis, James Williams |
| A Phoenix Suns vezet, 2–1 |                                          |           |                        | Fiserv Forum, Milwaukee, Wisconsin Nézőszám: 16,637 Játékvezetők: Scott Foster, Eric Lewis, James Williams |

Mérkőzés 4
| 2021. július 14. 21:00 | Phoenix Suns                             | 103–109   | Milwaukee Bucks        | Fiserv Forum, Milwaukee, Wisconsin Nézőszám: 16,911 Játékvezetők: James Capers, David Guthrie, Courtney Kirkland |
| 2021. július 14. 21:00 | (23–20, 29–32, 30–24, 21–33) Jegyzőkönyv |           |                        | Fiserv Forum, Milwaukee, Wisconsin Nézőszám: 16,911 Játékvezetők: James Capers, David Guthrie, Courtney Kirkland |
| 2021. július 14. 21:00 | Devin Booker 42                          | Pont      | Khris Middleton 40     | Fiserv Forum, Milwaukee, Wisconsin Nézőszám: 16,911 Játékvezetők: James Capers, David Guthrie, Courtney Kirkland |
| 2021. július 14. 21:00 | Deandre Ayton 17                         | Lepattanó | Jánisz Antetokúnmpo 14 | Fiserv Forum, Milwaukee, Wisconsin Nézőszám: 16,911 Játékvezetők: James Capers, David Guthrie, Courtney Kirkland |
| 2021. július 14. 21:00 | Chris Paul 7                             | Gólpassz  | Jánisz Antetokúnmpo 8  | Fiserv Forum, Milwaukee, Wisconsin Nézőszám: 16,911 Játékvezetők: James Capers, David Guthrie, Courtney Kirkland |
| Döntetlen, 2–2         |                                          |           |                        | Fiserv Forum, Milwaukee, Wisconsin Nézőszám: 16,911 Játékvezetők: James Capers, David Guthrie, Courtney Kirkland |

Mérkőzés 5
| 2021. július 17. 21:00       | Milwaukee Bucks                          | 123–119   | Phoenix Suns     | Footprint Center, Phoenix, Arizona Nézőszám: 16,562 Játékvezetők: Marc Davis, Josh Tiven, James Williams |
| 2021. július 17. 21:00       | (21–37, 43–24, 36–29, 23–29) Jegyzőkönyv |           |                  | Footprint Center, Phoenix, Arizona Nézőszám: 16,562 Játékvezetők: Marc Davis, Josh Tiven, James Williams |
| 2021. július 17. 21:00       | Jánisz Antetokúnmpo 32                   | Pont      | Devin Booker 40  | Footprint Center, Phoenix, Arizona Nézőszám: 16,562 Játékvezetők: Marc Davis, Josh Tiven, James Williams |
| 2021. július 17. 21:00       | Jánisz Antetokúnmpo 9                    | Lepattanó | Deandre Ayton 10 | Footprint Center, Phoenix, Arizona Nézőszám: 16,562 Játékvezetők: Marc Davis, Josh Tiven, James Williams |
| 2021. július 17. 21:00       | Jrue Holiday 13                          | Gólpassz  | Chris Paul 11    | Footprint Center, Phoenix, Arizona Nézőszám: 16,562 Játékvezetők: Marc Davis, Josh Tiven, James Williams |
| A Milwaukee Bucks vezet, 3–2 |                                          |           |                  | Footprint Center, Phoenix, Arizona Nézőszám: 16,562 Játékvezetők: Marc Davis, Josh Tiven, James Williams |

Mérkőzés 6
| 2021. július 20. 21:00        | Phoenix Suns                             | 98–105    | Milwaukee Bucks        | Fiserv Forum, Milwaukee, Wisconsin Játékvezetők: Scott Foster, Eric Lewis, Tony Brothers |
| 2021. július 20. 21:00        | (16–29, 31–13, 30–35, 21–28) Jegyzőkönyv |           |                        | Fiserv Forum, Milwaukee, Wisconsin Játékvezetők: Scott Foster, Eric Lewis, Tony Brothers |
| 2021. július 20. 21:00        | Chris Paul 26                            | Pont      | Jánisz Antetokúnmpo 50 | Fiserv Forum, Milwaukee, Wisconsin Játékvezetők: Scott Foster, Eric Lewis, Tony Brothers |
| 2021. július 20. 21:00        | Jae Crowder 13                           | Lepattanó | Jánisz Antetokúnmpo 14 | Fiserv Forum, Milwaukee, Wisconsin Játékvezetők: Scott Foster, Eric Lewis, Tony Brothers |
| 2021. július 20. 21:00        | Paul, Booker 5                           | Gólpassz  | Jrue Holiday 11        | Fiserv Forum, Milwaukee, Wisconsin Játékvezetők: Scott Foster, Eric Lewis, Tony Brothers |
| Milwaukee Bucks győzelem, 4–2 |                                          |           |                        | Fiserv Forum, Milwaukee, Wisconsin Játékvezetők: Scott Foster, Eric Lewis, Tony Brothers |

## Statisztikák
| Kategória | Egy mérkőzésen  | Egy mérkőzésen         | Egy mérkőzésen | Átlag               | Átlag              | Átlag | Átlag |
| Kategória | Játékos         | Csapat                 | #              | Játékos             | Csapat             | Átl.  | M     |
| --------- | --------------- | ---------------------- | -------------- | ------------------- | ------------------ | ----- | ----- |
| Pont      | Damian Lillard  | Portland Trail Blazers | 55             | Luka Dončić         | Dallas Mavericks   | 35.7  | 7     |
| Lepattanó | Deandre Ayton   | Phoenix Suns           | 22             | Jánisz Antetokúnmpo | Milwaukee Bucks    | 12.8  | 18    |
| Gólpassz  | James Harden    | Brooklyn Nets          | 18             | Russell Westbrook   | Washington Wizards | 11.8  | 5     |
| Gólpassz  | Trae Young      | Atlanta Hawks          | 18             | Russell Westbrook   | Washington Wizards | 11.8  | 5     |
| Steal     | Kyle Anderson   | Memphis Grizzlies      | 6              | Kyle Anderson       | Memphis Grizzlies  | 2.8   | 5     |
| Blokk     | Robert Williams | Boston Celtics         | 9              | Rudy Gobert         | Utah Jazz          | 2.1   | 11    |

## Incidensek
- május 26.: Egy rajongó leköpte Trae Young-ot a Hawks és a Knicks második mérkőzésén a Madison Square Gardenben (New York). A Knicks határozatlan időre eltiltotta a rajongót.[24]
- május 26.: Egy rajongó pattogatott kukoricát dobott Russell Westbrookra a Wizards és a 76ers második mérkőzésén a Wells Fargo Centerben (Philadelphia). A 76ers bocsánatot kért és határozatlan időre eltiltotta a rajongót.[25][26]
- május 26.: Három rajongó verbálisan zaklatta Ja Morant családját a Grizzlies és a Jazz második mérkőzésén a Vivint Arénában (Salt Lake City). A Jazz határozatlan időre eltiltotta a rajongót.[27]
- május 30.: A Celtics és a Nets negyedik mérkőzését követően egy rajongó megdobta Kyrie Irving-et egy vizes palackkal a TD Gardenben (Boston). A rajongót letartóztatták és élete végéig kitiltották a stadionból.[28]
- május 31.: Egy rajongó felfutott a pályára a Wizards és a 76ers negyedik mérkőzése közben a Capital One Arénában (Washington). A rajongót kitiltották a stadionból és a városi rendőrségen tervezik feljelenteni.[29]
- június 20.: egy rajongó a pályára dobott egy üveget a Hawks - 76ers párharc 7. mérkőzésének utolsó másodperceiben.[30]